# Městské divadlo Mladá Boleslav
Městské divadlo Mladá Boleslav (zkratka MDMB) je profesionální divadlo, jehož zřizovatelem je město Mladá Boleslav. Působí na dvou scénách secesní budovy v Palackého ulici, která byla postavena v roce 1909 na popud mladoboleslavských divadelních ochotníků, kteří před výstavbou divadla hráli již od poloviny 19. století v sálech místních hostinců, mezi roky 1878 a 1904 také v divadelním sále mladoboleslavské radnice. Provoz současné divadelní budovy byl slavnostně zahájen 21. listopadu 1909 inscenací Lucerna Aloise Jiráska. Profesionální umělecký soubor působí v městském divadle od roku 1945, v letech 1966–1994 bylo divadlo sloučené s kladenským pod názvem Divadlo Jaroslava Průchy (později Středočeské divadlo Kladno a Mladá Boleslav). Během této éry došlo ke generální rekonstrukci budovy a vytvoření druhé, alternativní scény. Samostatné městské divadlo funguje od roku 1994.
Umělecký soubor Městského divadla Mladá Boleslav vznikal po rozdělení Středočeského divadla zcela od základů, jelikož původní soubor s výjimkou dvou hereček zůstal kladenskému divadlu. V období formování stálého souboru hostovala v divadle řada pražských herců (např. Antonie Hegerlíková, Veronika Žilková, Radoslav Brzobohatý, Radovan Lukavský). Herecky, autorsky i režijně spolupracoval s divadlem i Miroslav Horníček. K roku 2011 má v Městském divadle Mladá Boleslav stálé angažmá 10 herců a 7 hereček. K významným osobnostem divadla patří například Ota Jirák, Matouš Ruml a Veronika Kubařová. Do souboru často přichází mladí herci, kteří zde nasbírají zkušenosti a po čase přejdou do angažmá některého z pražských divadel.
Od svého osamostatnění uvádí divadlo každou sezónu přibližně šest premiér, první uvedenou inscenací byla roku 1994 Zeyerova hra Radúz a Mahulena. Vedle osvědčených her české i světové klasiky se věnuje také nekonvenční tvorbě a uvedlo také několik muzikálů. Nejvíce oceňovanou inscenací divadla jsou Muži v offsidu autora Karla Poláčka. Ti byli spolu s Miláčkem autora Guye de Maupassanta a Molièrovou hrou Scapinova šibalství v podání mladoboleslavského divadla natočeni a odvysíláni Českou televizí. Divadlo má zhruba 5000 stálých diváků v předplatitelských skupinách a jeho návštěvnost přesahuje 90 %. Kromě místního souboru na jeho scéně pravidelně hostují soubory profesionálních divadel z Prahy, Kladna a dalších českých měst.

## Budova

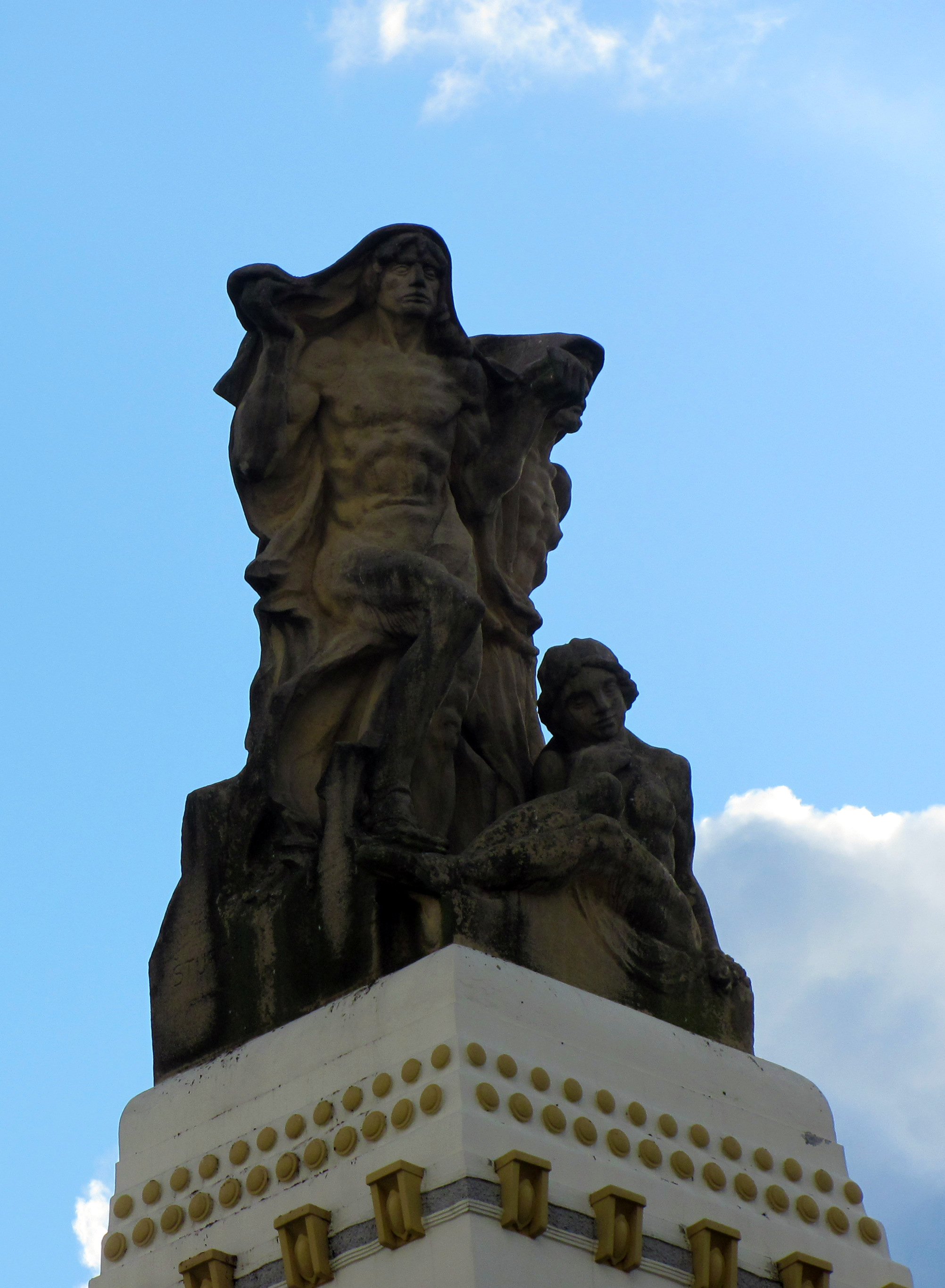
Štursovo sousoší „Probuzení národa“

Budova městského divadla stojí v rohu městského parku Výstaviště v Palackého ulici v sousedství dalších významných městských budov (dvě gymnázia, sokolovna, bankovní dům). Divadlo bylo postaveno v letech 1905–1909 poté, co okresní hejtmanství zakázalo provozování kulturních akcí v radničním sále. Zpracováním projektu, vytvořením návrhu nového divadla a posléze i pracemi na interiéru budovy byla pověřena stavební firma Ferdinanda Fellnera a Edmunda Helmera (další práce firmy: např. Německé divadlo v Praze, Mahenovo divadlo, Volkstheater ve Vídni). Exteriér divadla je však dílem Jana Kříženeckého a Emila Králíka, kteří byli pověřeni přepracováním původního neorenesančního projektu, protože se městské radě zdál málo reprezentativní. Celkové náklady na výstavbu činily 480 000 korun. Městské divadlo bylo slavnostně otevřeno 21. listopadu 1909.
První velké stavební úpravy se v divadle odehrály v roce 1937. K divadlu byl přistavěn zkušební sál a skladovací prostory, budova tak získala tvar písmene T (původní půdorys byl obdélníkový). Kromě toho bylo upraveno hlediště divadla, kde byla zrušena středová ulička. Došlo také k opravě topení, osvětlení a fasád. V letech 1977–1985 prošlo divadlo generální opravou, během které došlo k úpravě půdorysu místností, výměně zařízení divadla a zásadní modernizaci jevištní techniky. Během této rekonstrukce byla v suterénu divadla zřízena Malá scéna s divadelním klubem. Před rokem 1988 byla budova divadla zapsána na seznam kulturních památek. Další velkou rekonstrukcí prošla budova v létě 2010, kdy byla vyměněna veškerá sedadla, podlahová krytina v hlavním sále, vodovodní potrubí a vzduchotechnika. Opravena byla také střešní krytina a budova divadla byla napojena na centrální vytápění. V divadle byla také zřízena bezbariérová toaleta. Kompletní obnovou prošly i omítky divadla, které získaly cenu Fasáda roku 2010 v jedenáctém ročníku soutěže vyhlašované architektonickou a stavební fakultou ČVUT, Obcí architektů a dalšími společnostmi z oboru.

### Exteriér

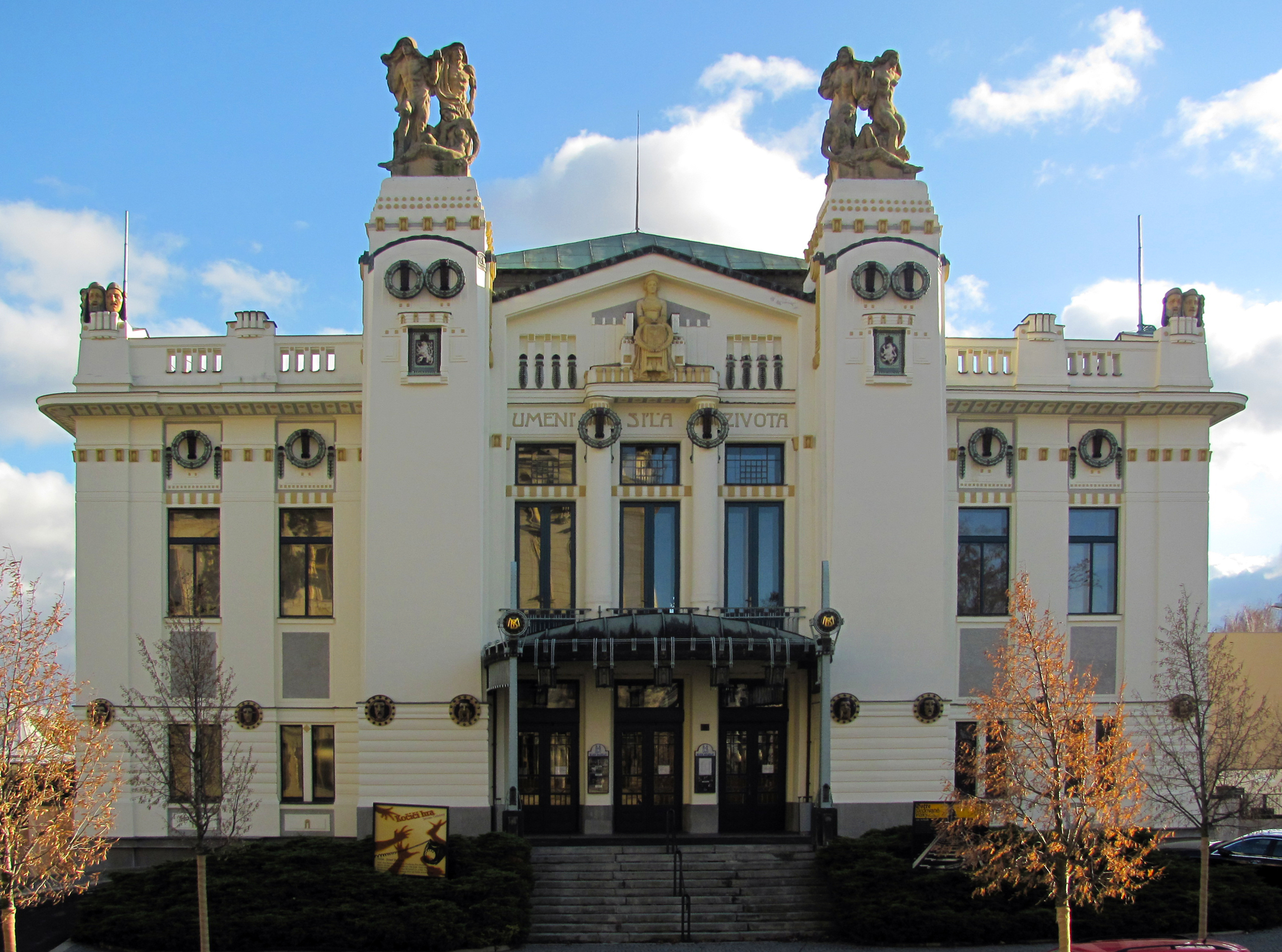
Průčelí divadelní budovy

Průčelí budovy dominují dva mohutné pylony, na nichž stojí dvojice sousoší pražského sochaře Jana Štursy Probuzení národa (vlevo) a Vítězství umění (vpravo). Pod levým sousoším je na pylonu umístěn dvouocasý český lev, vpravo jednoocasý lev jako znak Mladé Boleslavi. Na bocích pylonů i dalších částí budovy jsou štukem vyvedeny letopočty MCMIX (1909). Uprostřed průčelí se před trojúhelníkovým štítem nachází socha sedící múzy Thálie podepřená dvěma sloupy, pod níž je umístěn zlatý nápis „Umění – síla života.“ V průčelí jsou dále tři menší a pod nimi tři vysoká okna s modrými rámy, která sahají až ke kovové, částečně prosklené skořepinové markýze, jejíž podpůrné sloupy nesou pozlacené monogramy MB. Pod konstrukcí markýzy je zavěšeno pět velkých elektrických luceren. Markýza kryje troje dveře, k nimž vede široké středové schodiště (při rekonstrukci v roce 2010 opatřené zábradlím) a stoupavý asfaltový nájezd ve tvaru písmene U (přízemí divadla je zvednuto nad úroveň terénu).
Na úrovni přízemních oken budovy je bílá vnější omítka divadla zdobená pásovou bosáží. Kolem oken druhého patra jsou vyvedeny výrazné šedé obdélníky, které okna opticky prodlužují. Dekoraci stěn tvoří keramické maskarony představující jednotlivé druhy dramatického umění, měděné věnce, festony a monogramy. Obě boční stěny budovy narušují modré boční východy se schodišti (3 na každé straně), na severní straně ještě suterénní vchod do divadelního klubu a na Malou scénu. Na východní straně vystupuje z budovy obdélníková přístavba z roku 1937 spolu s technickým vchodem a nájezdovou rampou pro přepravu kulis. Střecha budovy nemá jednu rovinu, zvedá se nad zdobeným štítem průčelí. Nad prostorem jeviště se nachází dvoupatrová nástavba s okny a sloupy, rovněž zdobená věnci.

Keramické maskarony na fasádě divadla
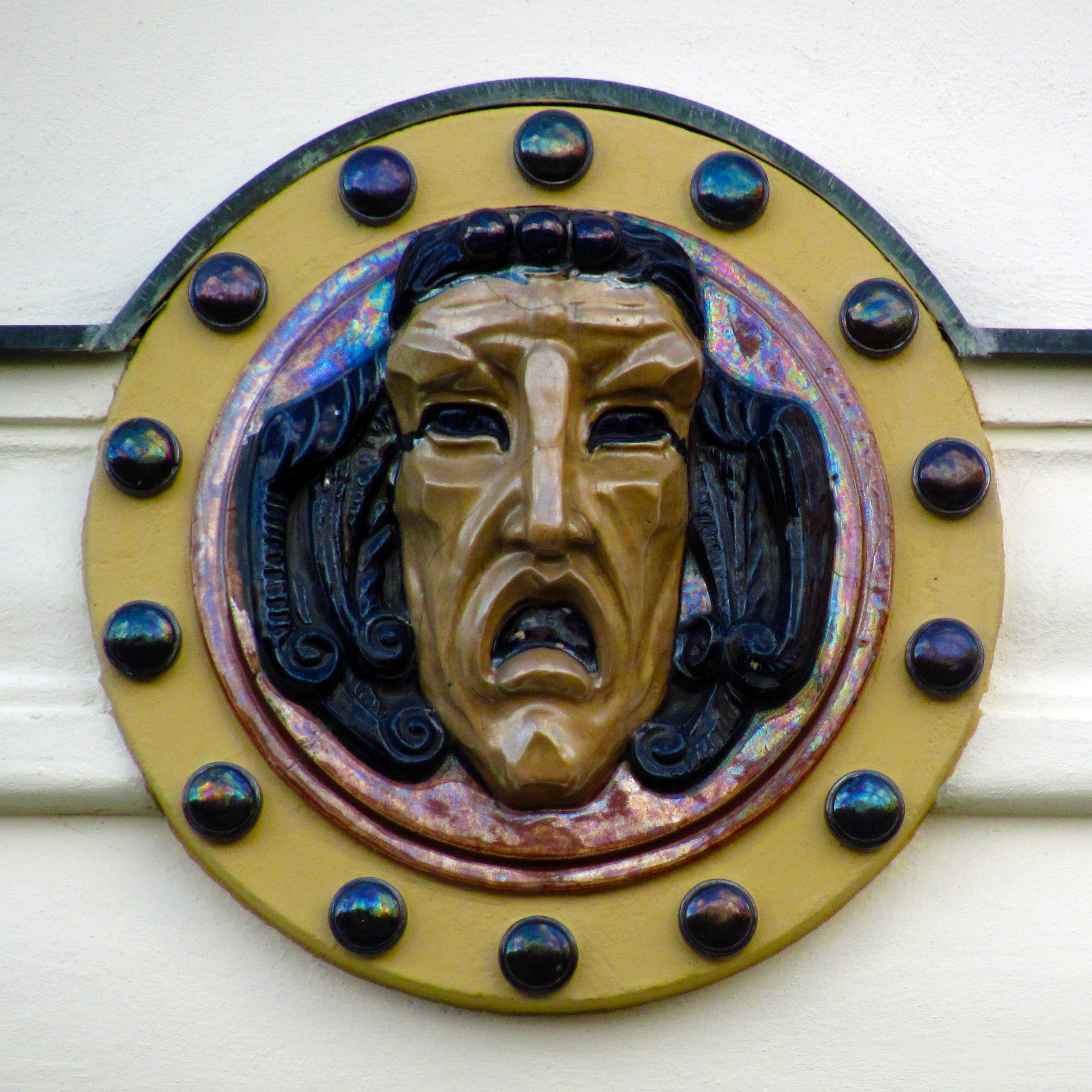
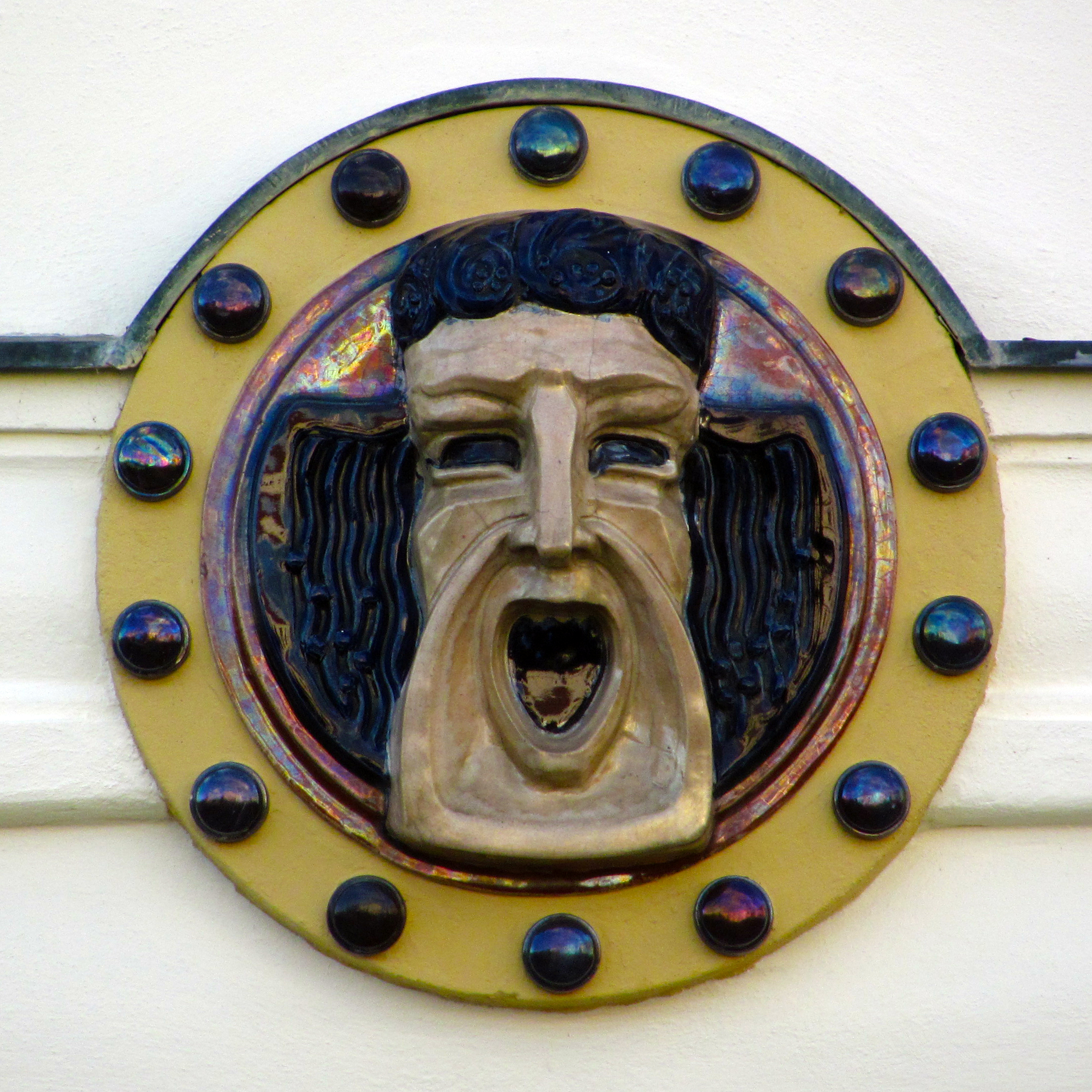
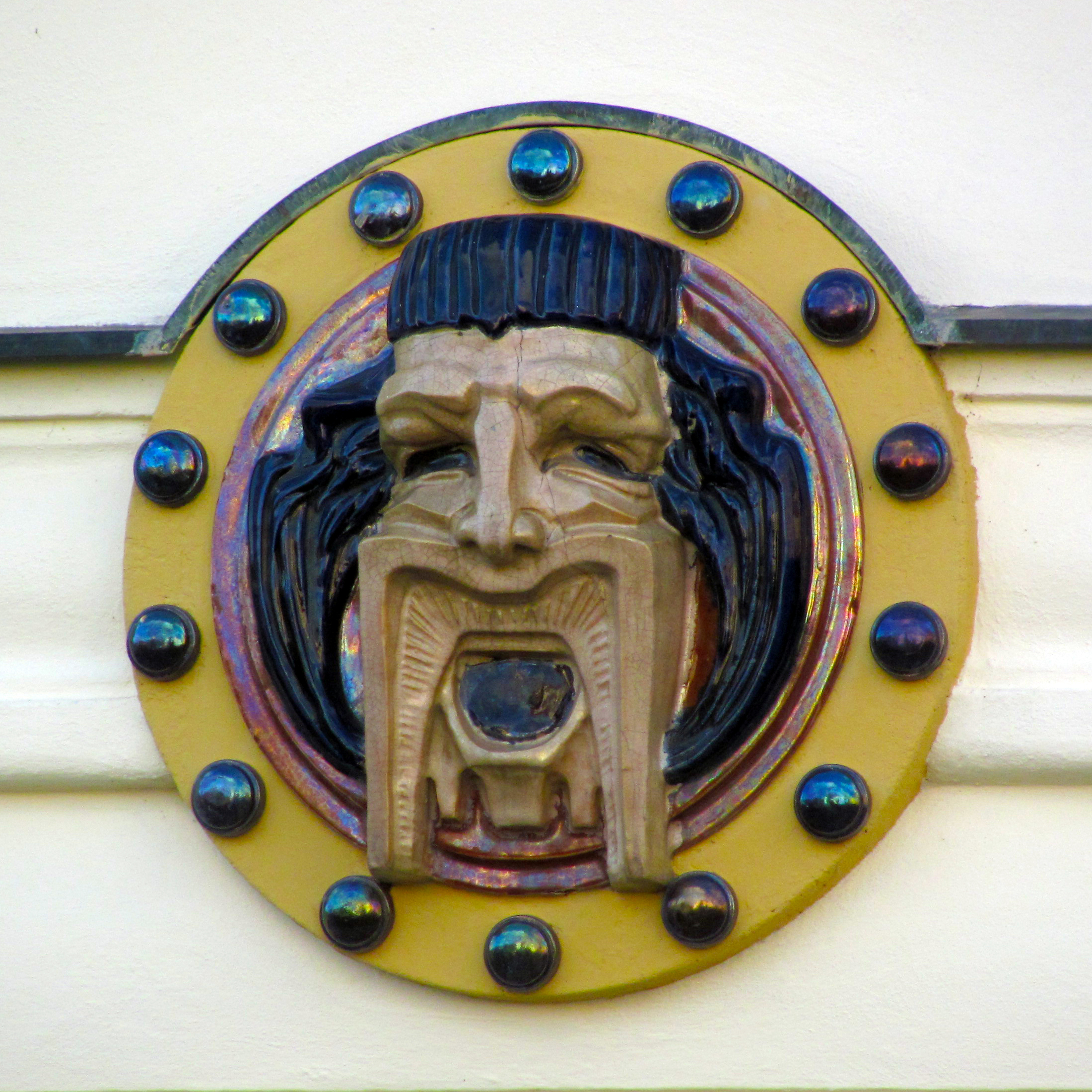
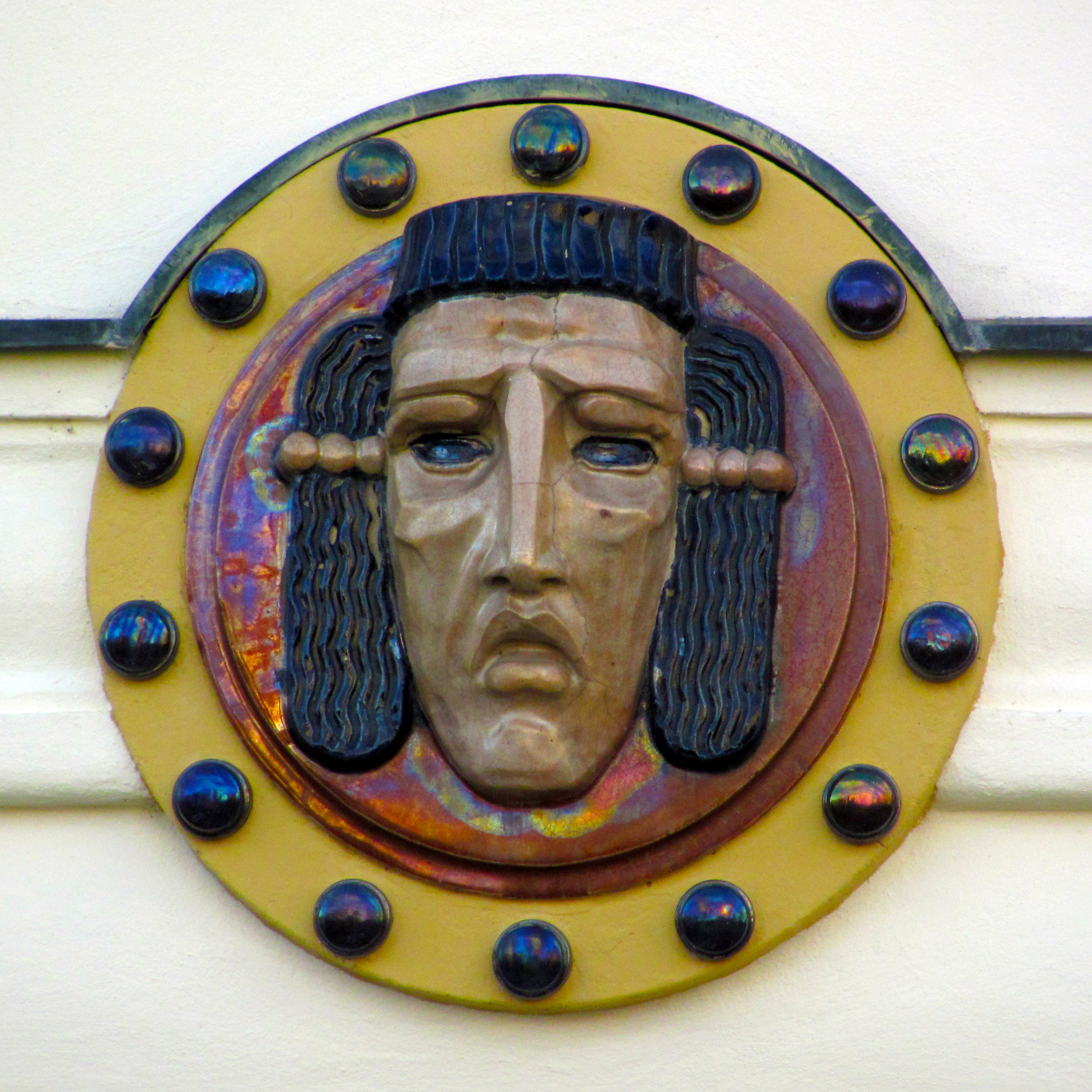

### Interiér

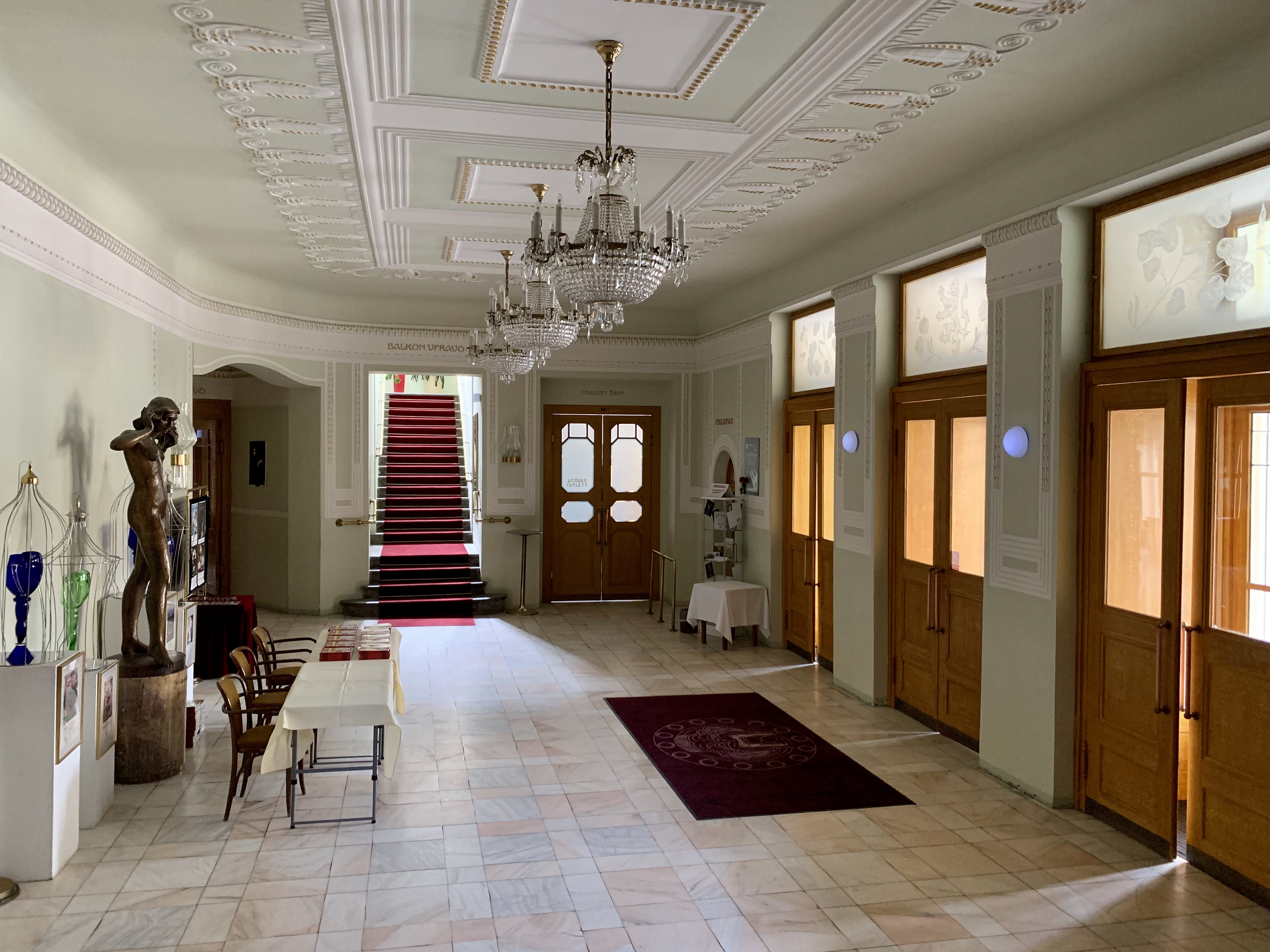
foyer divadla

Secesní architektonický styl ovlivnil i podobu interiéru divadla, zejména přízemního vstupního vestibulu, foyeru a kuřárny v patře. Interiér však prošel řadou rekonstrukcí, během nichž došlo také ke změně půdorysu některých prostor a nedochoval se ani původní mobiliář. Vestibul divadla má obdélníkový půdorys, omítky vyvedené do světle zelena a rovný strop s fabiony. Z vestibulu vedou diagonální chodby do šaten se vstupy do hlediště, po stranách jsou umístěna schodiště do patra potažená červenými koberci. Podobně jako vestibul je disponován i foyer, jemuž dominuje velký závěsný lustr. Na stěnách foyeru visí dvojice velkých obrazů znázorňujících výjevy z Mladé Boleslavi v 70. letech (byly přidány během rekonstrukce v letech 1977–1985). Oproti přízemí, v němž je vestibul na stejné výškové úrovni jako šatny, je foyer oproti šatnám v patře zvýšený z důvodu stupňování sedadel na balkóně. Hlavní vstupy na balkón hlediště vedou přímo z foyeru, boční z prostoru šaten. Ornamentální štuková výzdoba a římsy jsou ve všech těchto prostorách v secesním duchu.

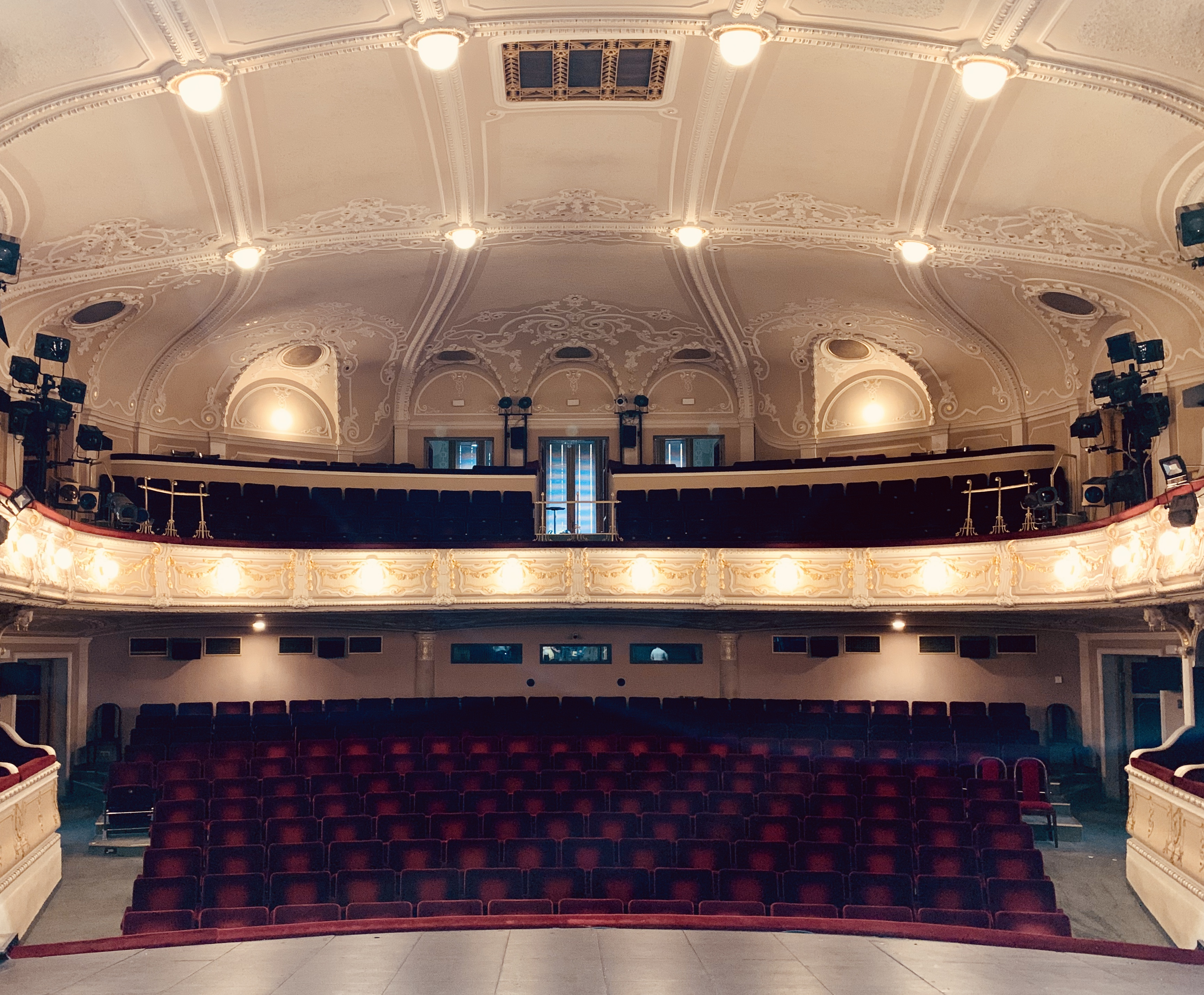
hlediště Velké scény

Hlavní sál divadla (Velká scéna) má hruškovitý půdorys, hlediště je tvořeno tmavě červenými sedadly v přízemí a na balkóně, který je zídkou rozdělen na dvě úrovně (tzv. druhý balkón má dva oddělené bloky se samostatným vchodem z foyeru). Hlediště kryje zavěšený strop ve tvaru lastury rozdělený pozlacenými štukovými ornamenty na pravidelné obdélníky. Boční stěny sálu v obou výškových úrovních hlediště obklopují lóže. První z nich zasahují až do prostoru předscény, jsou orámovány mohutnými polosloupy, na nichž sedí putti (barokní sochy nahých dětí). Na každé straně sálu navazují dvě lóže v přízemí a dvě v patře, které mají společný parapet se zbytkem balkónu. Omítky Velké scény jsou laděny do světle žluta s četným zlacením a její výzdoba je vyvedena v neobarokním stylu, využívá se zejména ornament doplněný pozlacenými festony.

#### Slavnostní opona
Jeviště Velké scény je vybaveno třemi oponami. Nejblíže hledišti je zavěšena protipožární opona, nejdále hlavní opona z červeného sametu. Divadlo disponuje také slavnostní malovanou oponou nazvanou Apoteóza Thálie, jejímž autorem je malíř Theodor Hilšer. Tématem vyobrazení na oponě je oslava dramatického, pěveckého a hudebního umění Mladoboleslavska. Uprostřed plátna sedí antická múza Thálie s žezlem v ruce, nad níž se vznáší múza s lyrou. Celkově znázorňuje opona devět postav, z toho osm žen a jednoho starého muže. Ve středu dolní části plátna je vyveden barokizovaný městský znak, dalším regionálním motivem je panoráma údolí řeky Jizery a zříceniny hradu Michalovice v pozadí opony. Celé vyobrazení je orámováno dekorativními prvky ladícími k neobaroknímu interiéru sálu. Opona byla autorem zhotovena za celkovou cenu 6000 korun. Celou ji namaloval vsedě, jelikož byl ochrnut na obě dolní končetiny. Svůj podpis Theodor Hilšer umístil na jeden ze schodů vedle postavy starce.

## Historie

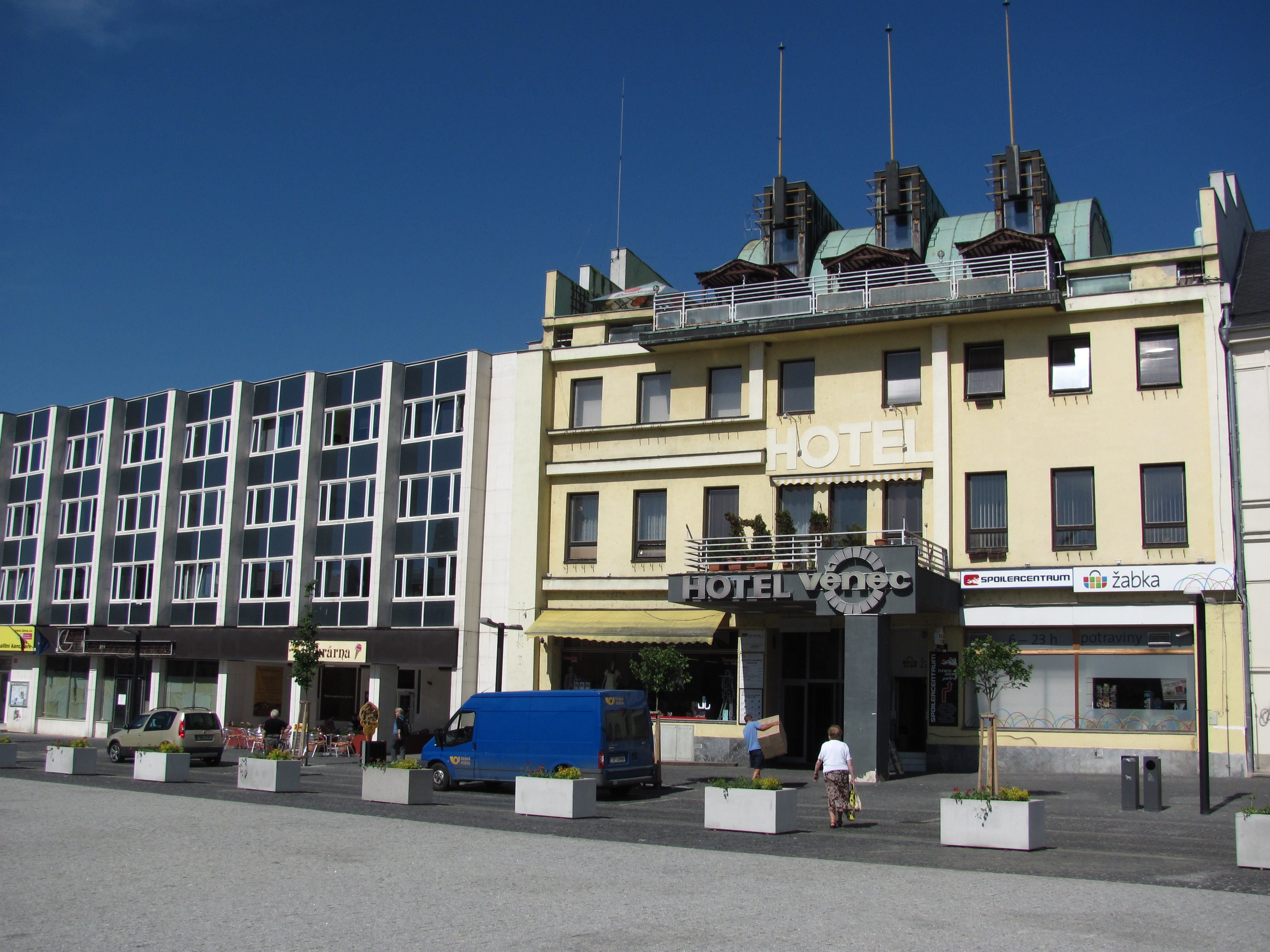
Hotel Věnec, v jehož sále bylo sehráno první představení (vpravo; současný stav po rekonstrukci Jiřího Krohy ve dvacátých letech 20. století)

### Počátky ochotnického divadla vMladé Boleslavi
První ochotnické divadelní spolky Mladoboleslavska začaly vznikat v první polovině 19. století nejdříve v menších městech regionu (1823 v Nových Benátkách, 1833 v Mnichově Hradišti, 1835 v Dobrovici a 1836 v Bakově nad Jizerou). Samotná Mladá Boleslav byla jako sídlo krajského hejtmanství pod silným vlivem germanizace, kromě úředního a vyučovacího zde byla němčina i jazykem vývěsních štítů a běžné komunikace vyšších společenských vrstev. Společenský život nebyl ve městě příliš patrný a divadlo se hrálo v místních hostincích jen příležitostně, když do Mladé Boleslavi zavítal některý z kočovných loutkářských nebo hereckých spolků. O první české divadelní představení se v roce 1842 pokusili studenti a absolventi mladoboleslavského gymnázia, k realizaci představení však nedošlo.
O rok později se kováňskému faráři Karlu Aloisi Vinařickému a koncipientovi krajského hejtmanství Františku Plačkovi po několikaleté snaze podařilo získat získat od úřadů povolení k sehrání českého představení. Pódium, kulisy a oponu koupili od německých ochotníků, kteří v Mladé Boleslavi působili již od roku 1840. První česky hrané ochotnické představení bylo sehráno 8. dubna 1843, jednalo se o inscenaci Žižkův meč autora Václava Klimenta Klicpery. V režii Josefa Kroupy se na představení podílelo 15 amatérských herců, kteří výtěžek věnovali dětské opatrovně. V témže roce ochotníci sehráli ještě hry Tři hodiny před svatbou a Loupež.
| „                              | Strážný duch národnosti naší bděl nad spanilým počínáním našich vlastenců — a hry vypadaly, jakž se od mladých, sotva sebraných sil nejlépe očekávati může. | “ |
| — A.Ž., Květy; 24. května 1843 | |   |

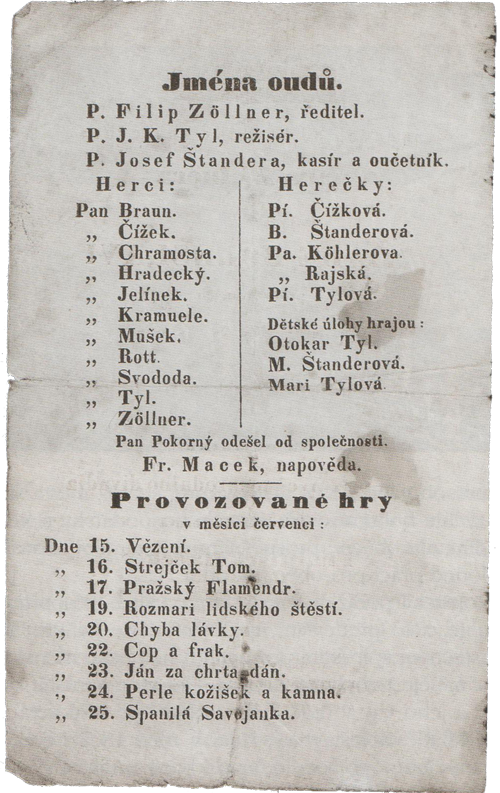
Zöllnerova společnost ve městě (1854)

Další česká představení mladoboleslavských ochotníků už úřady nepovolily. Žádost o povolení dvanácti představení během zimy 1843–1844 ve prospěch dětské opatrovny byla zamítnuta, přičemž oficiální odůvodnění znělo tak, že provozující osoby nejsou zárukou dokonalého estetického prožitku a patří do kategorie nespolehlivých. Ochotníci mohli znovu hrát až roku 1845, kdy byly české země zasaženy povodněmi. Úřady tehdy hercům povolili sehrát celkem šestkrát frašku Roztržitá (autor August von Kotzebue).
V období Bachova absolutismu (50. léta 19. století) mladoboleslavští ochotníci nevystupovali, jediný stále působící divadelní spolek okresu se udržel v Benátkách nad Jizerou. Občas sehráli představení také ochotníci v Dobrovici, Bělé pod Bezdězem nebo Mnichově Hradišti, z hlediska repertoáru se jednalo o jednoduché zábavné frašky. Silné vlastenecké zaměření měly naopak mnohé hry kočovné společnosti Filipa Zöllnera, která navštívila Mladou Boleslav roku 1845. Jako herec a režisér v ní působil i Josef Kajetán Tyl, který byl v té době i přes perzekuci a nemoc považován za symbol národní hrdosti. Dětské role ztvárnily i jeho děti Marie a Otokar. Kočovná společnost ve městě hrála od července do září a v sále hotelu Věnec sehrála celkem 36 divadelních představení (např. Pražský flamendr, Jiříkovo vidění, Strakonický dudák apod.)
Na počátku druhé poloviny 19. století rostla úroveň kulturního a společenského života v Mladé Boleslavi zejména díky vzniku mnoha spolků (pěvecký soubor Boleslav, místní jednota Sokola apod. To bylo možné díky uvolnění politických poměrů po vydání Říjnového diplomu v roce 1860. U obnovení tradice českého ochotnického divadla ve městě stáli Karel May, Karel Vyskočil a Václav Petr, kteří zorganizovali veřejnou sbírku na zhotovení nových kulis a rekvizit (většinu původního vybavení zničil požár Mladé Boleslavi roku 1859) a sestavili ochotnický soubor. V prosinci 1860 získal spolek povolení k sehrání osmi her a 26. prosince sehráli v přeplněném sále hotelu Věnec frašku Duch času. Ještě před začátkem představení předneslo několik vlastenců slavnostní projevy, všichni návštěvníci představení poté povstali a sborově zazpívali píseň Kde domov můj. Po této akci byli ochotníci z hotelu Věnec vykázáni jeho německým majitelem, přestože měli slíbené bezplatné propůjčení sálu pro pořádání pěti představení. Další inscenace proto spolek sehrál v hostinci U Modrého hroznu (ten byl ve vlastnictví Čecha Kašpara Štosse). Do repertoáru ochotníků patřily hry Ženichové, Tři hodiny před svatbou, Doktora Fausta domácí čepička aneb Loupežnická krčma v lese, Paličova dcera, Strakonický dudák, Marie matka pluku, Pražský flamendr, Čech a Němec. V roce 1868 přijal mladoboleslavský spolek na počest herce a ředitele Prozatímního divadla jméno Kolár.

### Divadlo vnové radnici

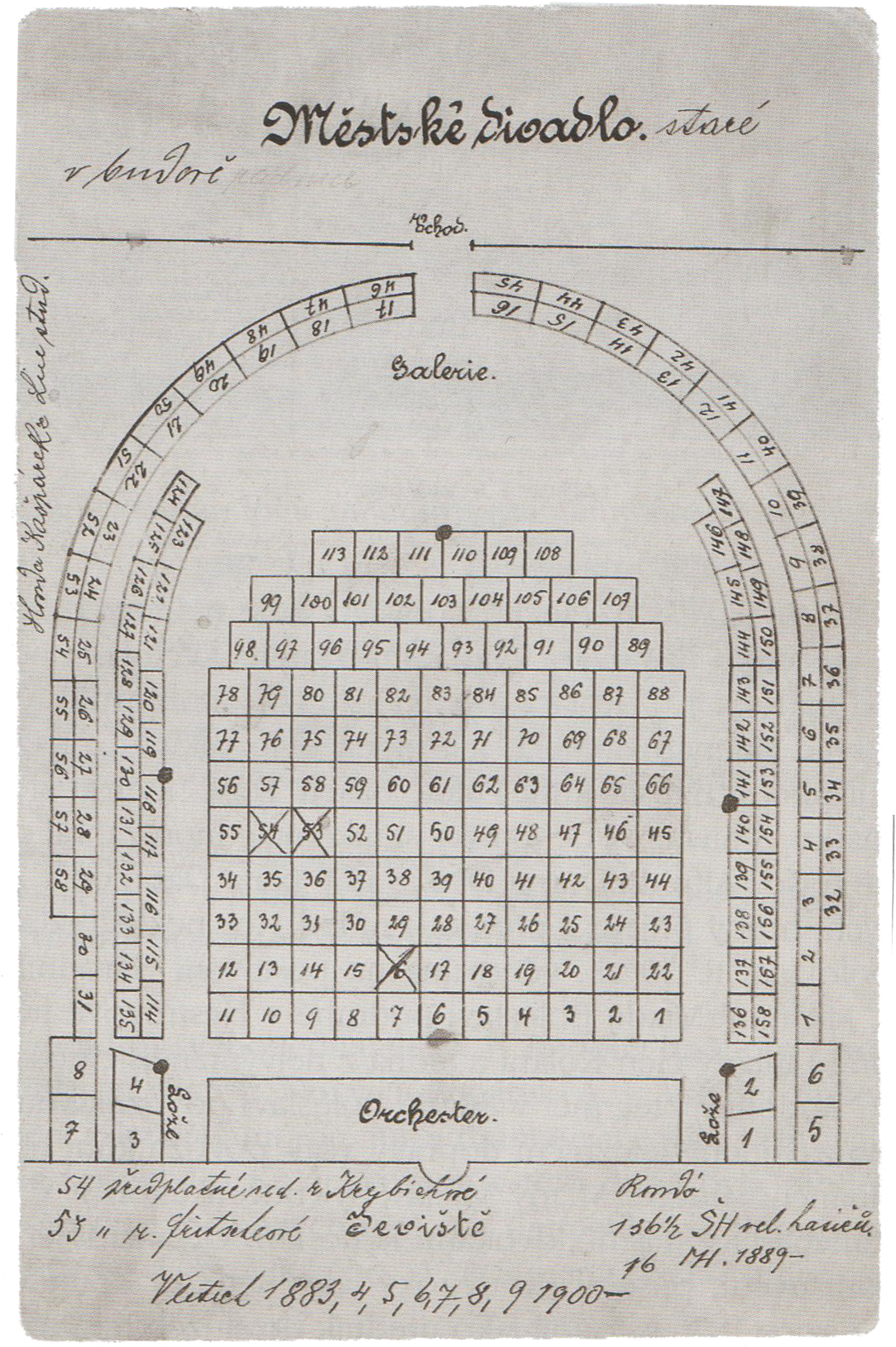
Plánek divadelního sálu na radnici

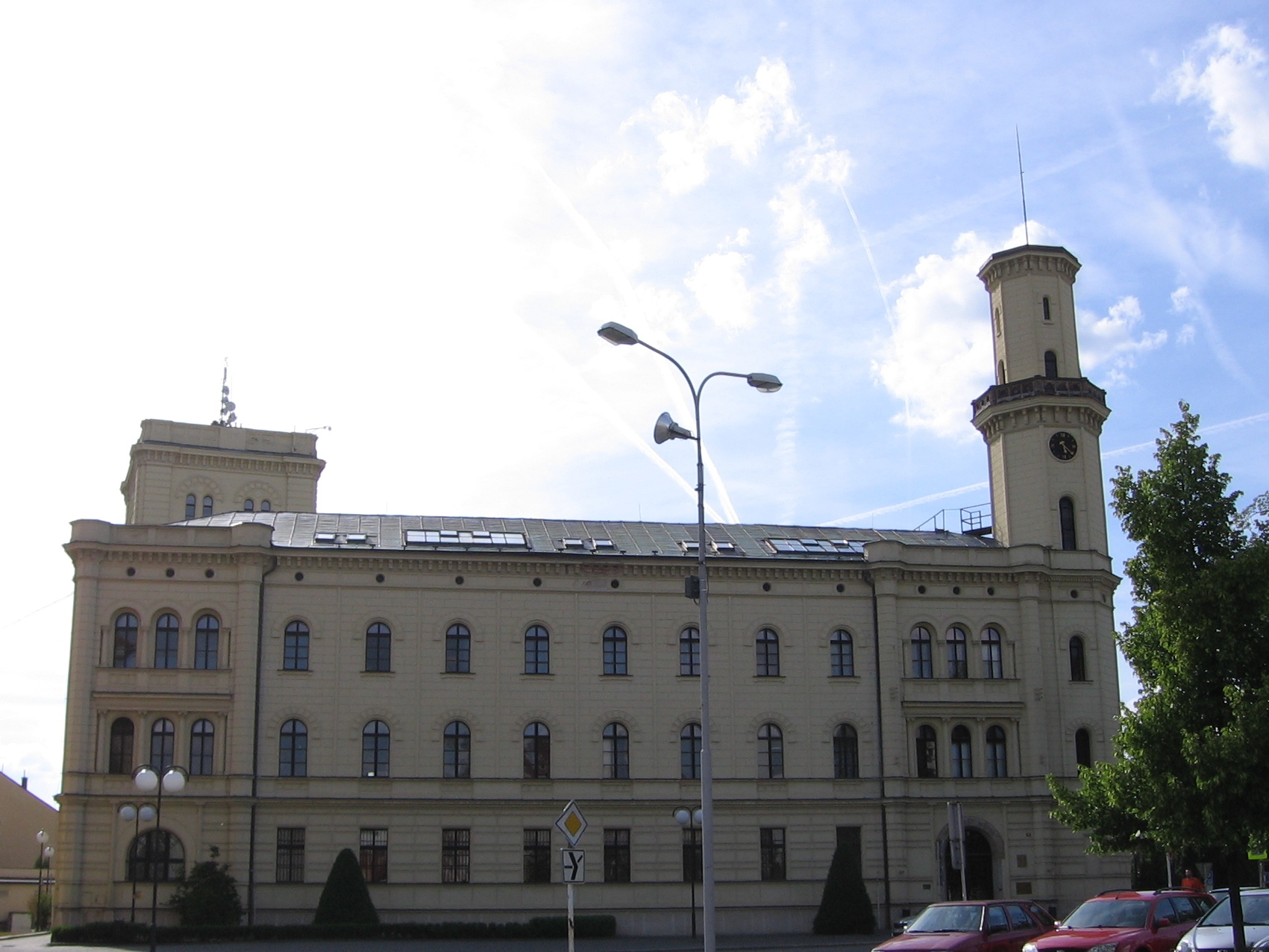
Budova radnice, ve které se nacházel divadelní sál

V roce 1863 začalo vedení města jednat o postavení nové budovy, ve které měla sídlit radnice a gymnázium. Pro její umístění byla nakonec vybrána lokalita za kostelem Panny Marie (na dnešním Komenského náměstí). Stavba probíhala od roku 1865 podle projektu architektů Fichtnera a Niklase, slavnostní otevření nové radnice a gymnázia proběhlo 4. října 1868. V průběhu stavby mladoboleslavští ochotníci usilovali o začlenění divadla do projektu, podporoval je v tom i městský tajemník K. Mattuš. Protože součástí nové budovy byl i dvoupodlažní sál pro pořádání přednášek a občanských shromáždění, stačilo v okolních prostorách zřídit šatny a zázemí pro herce. V roce 1869 vznikl výbor pro zřízení městského divadla, jehož členy byl mj. Mattuš, architekt budovy Josef Fichtner a Karel May. 18. dubna 1878 byl provoz divadla slavnostně zahájen. Kolár při této příležitosti sehrál veselohru Prach do očí a jednoaktovkou On nežárlí.
Divadelní sál byl umístěn v prvním patře nové radniční budovy a přesahoval až do druhého patra. V přízemním hledišti bylo 158 sedadel a 4 lóže, balkón nabízel další 4 lóže a 58 míst k sezení. Dalších několik desítek diváků mohlo představení sledovat vestoje. Samotní herci měli podmínky poněkud stísněné, k dispozici jim byla jedna šatna pro muže, jedna pro ženy a jedna smíšená (pro herce vedlejších rolí a sbory). V průběhu roku 1870 prošel ještě interiér divadla sérií stavebních úprav, při nichž byly odbourány první lóže po obou stranách a orchestřiště se posunulo více do hlediště, aby se zvětšil prostor pro herce. Ti divadelní sál sdíleli s pěveckým spolkem Boleslav a svá představení hráli od září do února. V jarních měsících navštěvovali Mladou Boleslav kočovné herecké společnosti (např. soubor Pavla Švandy ze Semčic, Vendelína Budila). Do repertoáru spolku Kolár patřily v době jeho působení v divadelním sále radnice například hry: Zvíkovský rarášek, Naši furianti, Paní mincmistrová (L. Stroupežnický); Charleyova teta (B. Thomas); Mlynář a jeho dítě (E. Raupach); Karel Havlíček Borovský, Jedenácté přikázání (F. F. Šamberk); Vojnarka (A. Jirásek); Třetí zvonění (V. Štech); Dáma s kaméliemi (A. Dumas); Revizor (N. V. Gogol). V některých představeních účinkovali spolu s Kolárem jako i významné osobnosti tehdejšího divadla (Jindřich Mošna, Otilie Sklenářová-Malá aj.), v divadelním sále probíhaly i koncerty za osobní účasti Antonína Dvořáka nebo Bedřicha Smetany.
Divadelní sál mladoboleslavské radnice však nevyhovoval z hlediska požární bezpečnosti. Jelikož se v původním stavebním projektu s takovýmto využitím sálu nepočítalo, nedisponoval sál umístěný v prvním patře budovy žádnými nouzovými východy a jedinou únikovou cestou by se tak v případě nebezpečí stalo úzké točité schodiště. Většina kulis a rekvizit byla navíc zhotovena z vysoce hořlavých materiálů, v zimních měsících se topilo v kamnech a osvětlení sálu zajišťoval otevřený oheň. Okresní hejtmanství na nebezpečí několik let upozorňovalo, vedení města ale vždy nakonec získalo výjimku, díky níž mohly kulturní produkce v divadle pokračovat (stavební úpravy radniční budovy by byly příliš nákladné). Poté, co v prosinci 1903 zahynulo 603 návštěvníků během velkého požáru Irokézského divadla v Chicagu, se po celém světě zpřísnila protipožární opatření v divadlech. V únoru 1904 okresní hejtmanství s okamžitou platností zakázalo divadelní produkce v radničním sále a spolek Kolár mohl hrát opět pouze v sálech městských hostinců.

### Nová divadelní budova

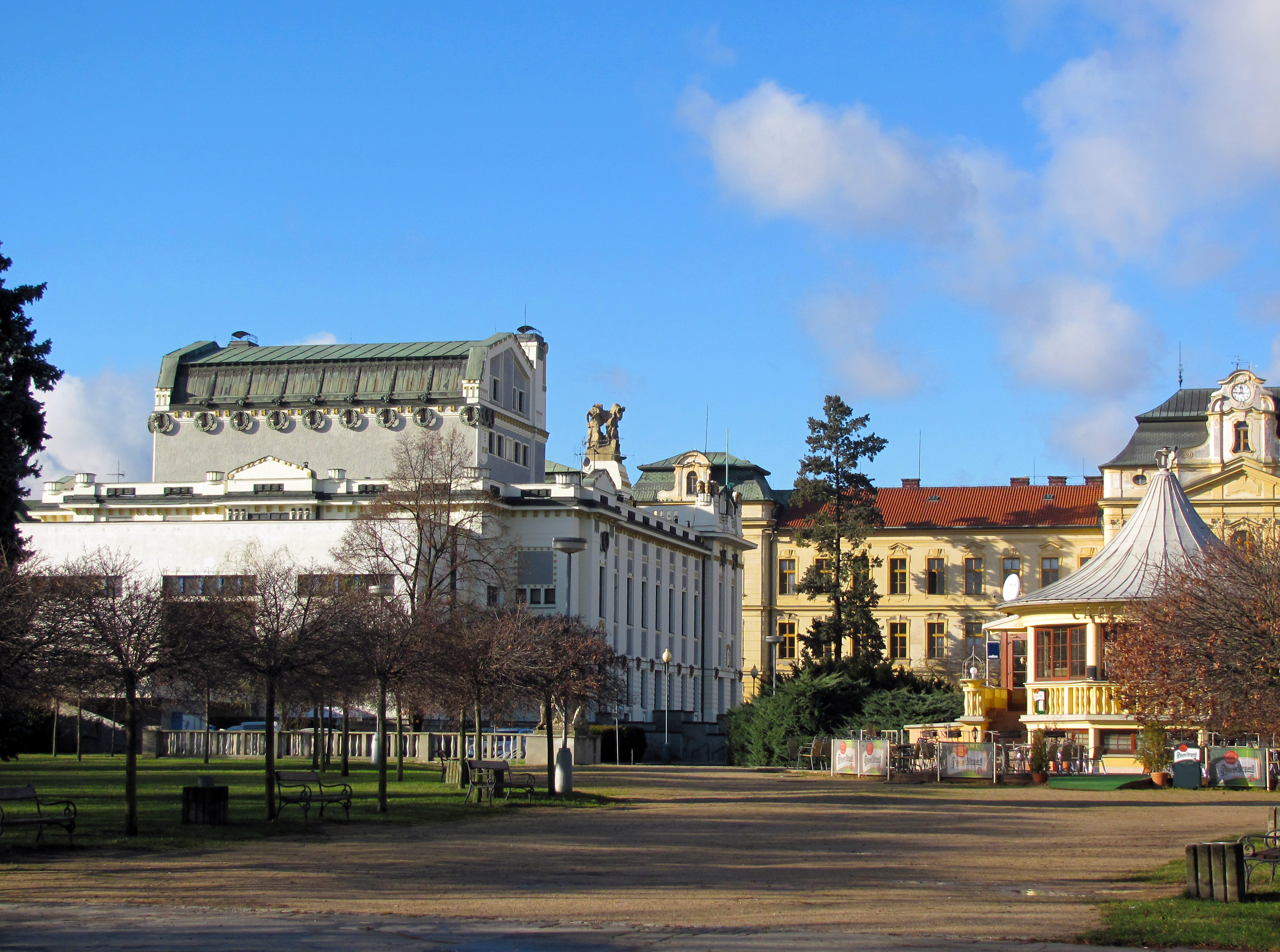
Pohled z parku Výstaviště – vlevo budova městského divadla, vpravo v popředí někdejší hudební pavilon, v pozadí budova gymnázia (tehdy reálky)

Po uzavření divadelního sálu městské radnice pro kulturní produkce se spustila jednání, jejichž cílem bylo vyřešení vzniklé situace. Jako jedno z možných řešení se objevil návrh na stavební úpravy stávajícího sálu, například vytvoření únikových cest přístavbou železných schodišť do dvora radnice a přilehlé ulice. Druhá strana jednání prosazovala výstavbu nové divadelní budovy (železné schody by podle ní měly negativní dopad na celkový vzhled radniční budovy, jejich omezená kapacita by rychlost úniku obecenstva příliš nezvýšila a náklady na stavební úpravy by byly srovnatelné se stavbou nového divadla). Přes nepříznivou finanční situaci Mladé Boleslavi bylo nakonec rozhodnuto o výstavbě nové divadelní budovy v prostorách bývalých zahrad, kde tou dobou vznikala nová Palackého ulice s několika významnými městskými budovami (měšťanská škola, reálná škola, sokolovna). Divadelní komise jmenovaná 11. března 1904 začala řešit otázku projektu nové stavby. Zpracováním projektu a vytvořením návrhu nového divadla byla pověřena stavební firma Ferdinanda Fellnera a Edmunda Helmera, která tehdy patřila mezi nejlepší firmy světa se specializací na výstavbu divadelních budov (např. Německé divadlo v Praze, Mahenovo divadlo, Volkstheater ve Vídni).
Projekt byl městskou radou objednán na konci roku 1905 a jeho příprava trvala několik měsíců. Vídeňští architekti navrhovali interiér divadla vystavět v neobarokním stylu, exteriér měl být neorenesanční. Celkové náklady stavby byly vyčísleny na 280 000 korun (z toho 11 000 si účtovali architekti za zhotovení studie). Divadelní komise schválila návrh interiéru, neorenesanční exteriér ale shledala málo monumentálním a reprezentativním. Přepracováním vnějšku nového divadla byli pověřeni Jan Kříženecký z Prahy a Emil Králík z Brna, kteří zpracovali návrh secesní budovy s bohatým zdobením a dvěma mohutnými pylony v průčelí. Na stavbě divadla se podíleli zejména místní řemeslníci pod vedením stavitele Hercíka, kterému byla stavba zadána v roce 1907. Kvůli přepracování projektu se stavba protáhla a prodražila na celkových 480 000 korun. Kapacita hlediště byla 420 míst k sezení i stání.

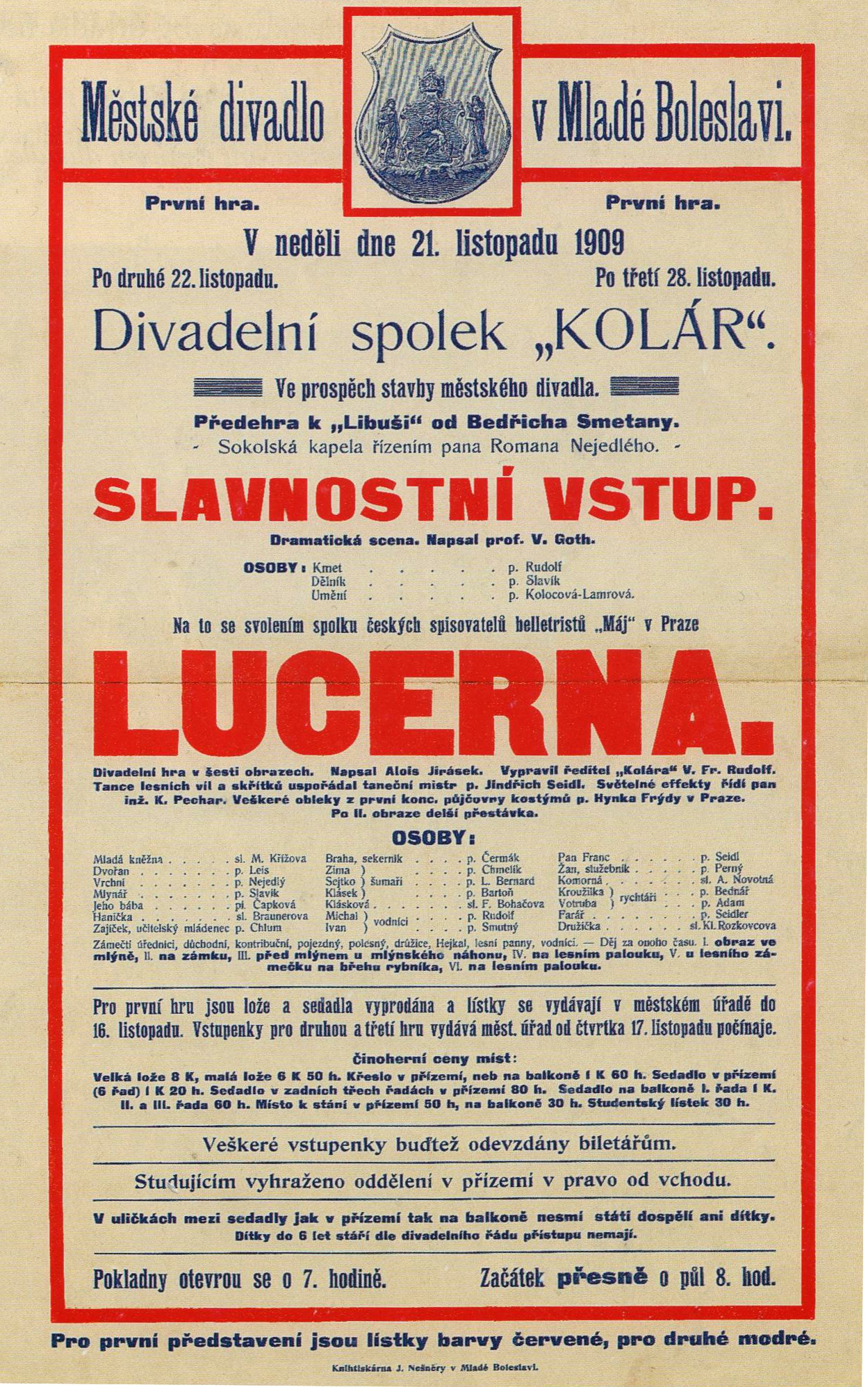
Plakát s programem slavnostního otevření divadla a obsazením Lucerny

Městské divadlo bylo slavnostně otevřeno 21. listopadu 1909 za účasti zástupců významných spolků a institucí Mladé Boleslavi a okolí. Na úvod dopoledního programu vystoupil s projevem tehdejší starosta Bohumil Matoušek. Kulturní program pokračoval vystoupením pěveckého spolku Boleslav společně s mladoboleslavskou filharmonií a výstupem ochotnického spolku Kolár (scéna Slavnostní vstup napsaná speciálně pro tuto příležitost profesorem gymnázia Vilémem Gothem). Téhož dne sehrál Kolár první večerní představení v budově Městského divadla. Hrála se pohádková hra Lucerna autora Aloise Jiráska.
Do konce roku 1909 sehrál Kolár ještě čtyři premiéry (Deskový statek, Za šlechtickým erbem, Z doby kotilionů, pohádka O zlatém klíči a živé vodě), pěvecký soubor Boleslav připravil 1. prosince večerní hudební program k 25. výročí úmrtí Bedřicha Smetany. V divadle vystupovaly i další místní spolky (ochotníci z Vinařic, divadelní spolek při Sokolu) a hostující soubory, které vedle činohry provozovaly i operu a operetu. (Olomoucká zpěvohra, Východočeská společnost Antoše Frýdy). O dění v městském divadle pravidelně informoval kulturní týdeník Jizeran, který publikoval kritiky na uváděné hry. List často kritizoval také neukázněnost mladoboleslavských diváků (hluk v hledišti, tleskání mezi operními áriemi, děti sedící na klíně matky namísto předpisového stání před sedadlem, rozbitá skleněná tabule při tlačenici u pokladny). V roce 1912 se mezi diváky začal šířit i leták s návodem, jak se v divadle nechovat.

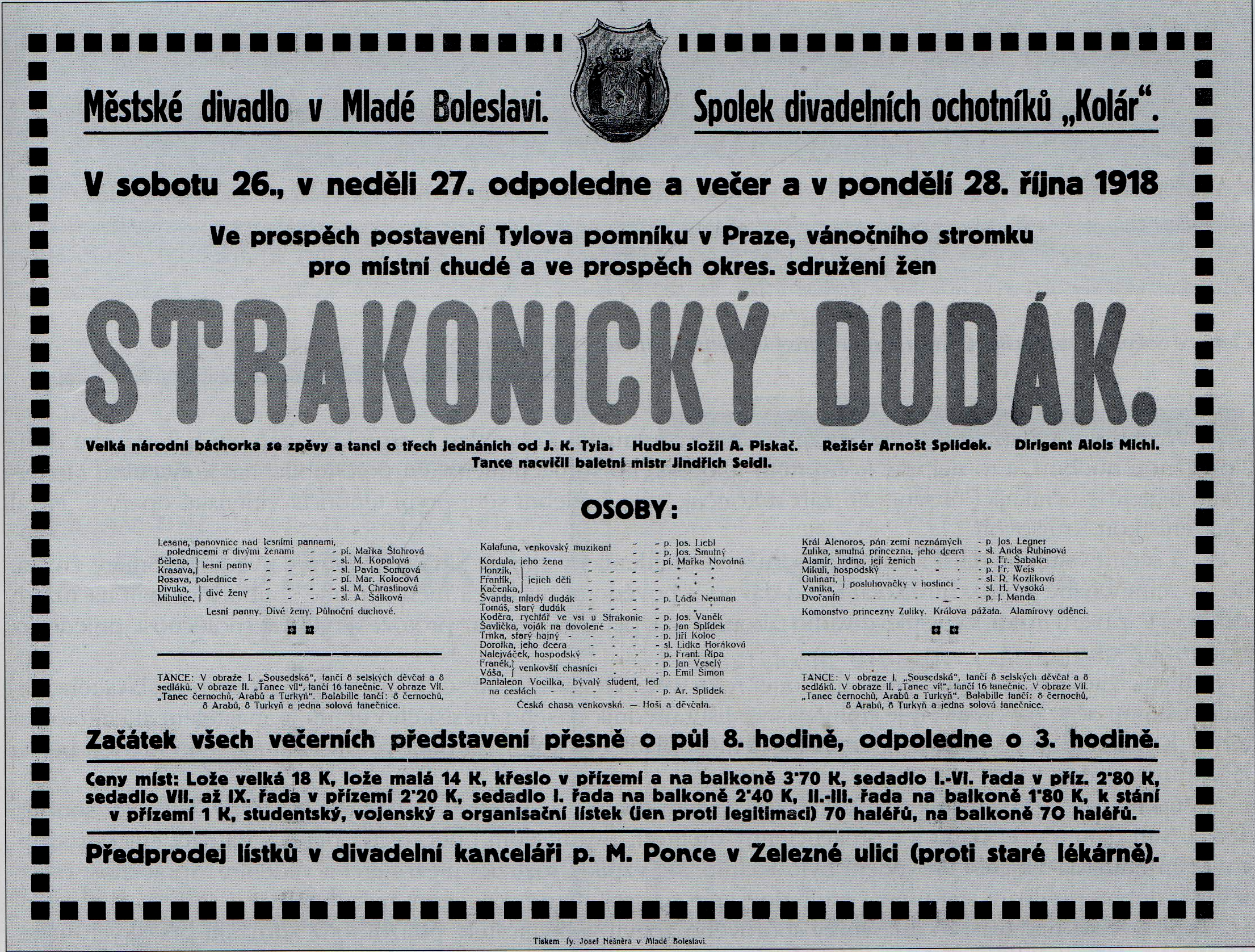
Plakát upozorňující na slavnostní představení ke vzniku Československé republiky

Zájezdy kočovných společností a představení mladoboleslavského souboru pokračovaly až do roku 1914, po vypuknutí první světové války ale rakouské úřady zavedly tvrdou cenzuru, životní úroveň obyvatel klesla a mnoho herců bylo povoláno do války (např. Jeřábkova kočovná společnost přišla v rámci mobilizace o polovinu zaměstnanců). V říjnu 1914 se v městském divadle konala umělecká akademie, jejíž výtěžek šel na válečné účely. Během války zůstal aktivní soubor Kolár, který v letech 1914–1918 sehrál 33 inscenací (1915 a 1916 – 6 her, 1917 – 12 her, 1918 – 9 her). Repertoár spolku byl silně vlastenecký, zahrnoval klasické české hry (např. Lucerna, Vojnarka, Fidlovačka, Hadrián z Římsů). Při příležitosti vzniku samostatného Československa pak Kolár 28. října 1918 sehrál Tylovu hru Strakonický dudák.
V období první republiky do mladoboleslavského divadla stále zajížděly kočovné společnosti (např. Frýdova, Piskáčova, Martinova). Kromě toho vznikaly i nové místní spolky (Tyl, Dramatický odbor kovodělníků). Nové dramatické soubory se ale staly terčem kritiky místních listů, protože podle jejich dopisovatelů nedosahovaly úrovně Kolára (ten se důsledně věnoval herecké průpravě svých členů i čekatelů na přijetí, zatímco u ostatních ochotnických spolků nad hereckými dovednostmi převažovala chuť hrát). V roce 1921 vytvořil Spolek přátel umění (instituce založená roku 1907, která se věnovala kultuře na Mladoboleslavsku v literární, hudební, výtvarné a dramatické oblasti) avantgardní ochotnický spolek Malá scéna vedený Karlem Proxem. Ten se specializoval na moderní soudobé hry (Velký mág Viktora Dyka, Loupežník a R.U.R. Karla Čapka). Pokračovala také činnost spolku Kolár a v mladoboleslavském divadle hostovaly i profesionální soubory jako olomoucká opera, opereta i činohra (1925), pražské Národní divadlo (1925), a Tylovo divadlo (1927). Ve třicátých letech přijely do Mladé Boleslavi následující soubory: činohra a zpěvohra z Vinohrad, pražské divadlo Akropolis, soubor Vlasty Buriana, jihlavská opereta (1932, během jejího hostování v Mladé Boleslavi zemřel její člen Oldřich Nádhera), divadlo D 36 a další. V divadle také třikrát vystoupila operní pěvkyně Ema Destinnová.
V roce 1937 zemřel bývalý ředitel a čestný člen Kolára Václav František Rudolf (poslední představení v roce 1929). Spolek začal být kritizován za kýčovitost a podbízivost uváděných her. Divadelní sezóna začala až v prosinci z důvodu rekonstrukce budovy (přístavba zkušebního sálu a skladu kulis, zrušení středové uličky v hledišti, oprava elektrického osvětlení a ústředního topení, úprava fasád). Celková cena rekonstrukce byla stanovena na 700 000 korun, finanční prostředky pocházely mj. i z veřejných sbírek. V městském divadle hostovala řada profesionálních souborů (Opereta Praha, Opereta Kladno, Švandovo divadlo, Národní divadlo, D 37, Burdova Činohra). O rok později sloučením třech místních spolků (Dědisbor, Lidové divadlo, Osvěta) vznikl nový experimentální soubor Nové divadlo.

### Německá okupace a válečné období

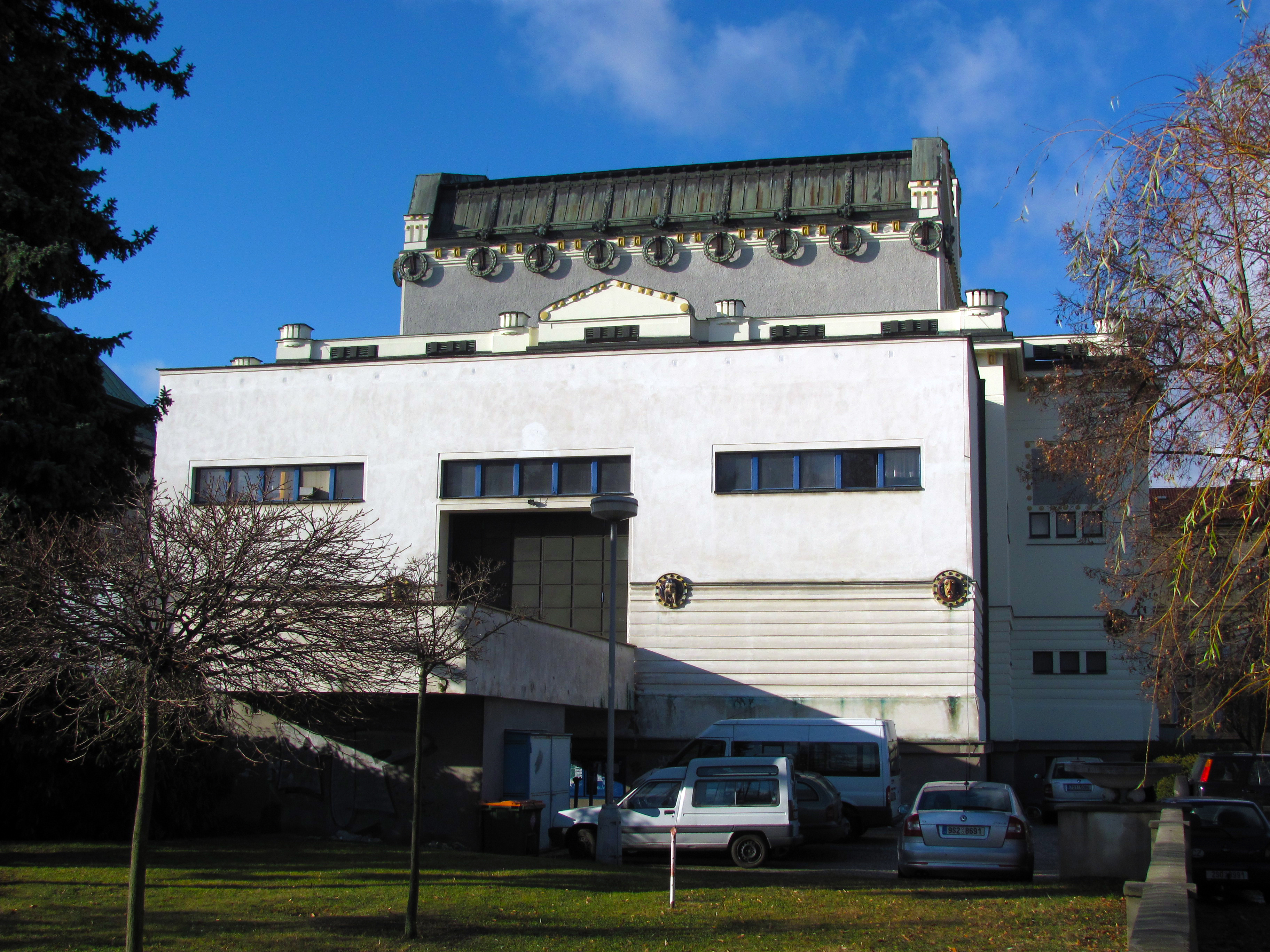
Zadní část budovy s přístavbou z roku 1937

Po podepsání mnichovské dohody roku 1938 a začátku německé okupace (1939) nebyla kultura zpočátku příliš omezována, ačkoli byli ze společenského života mj. vyřazeni Židé. Divadlo hrálo v této době důležitou roli, protože bylo vhodnou příležitostí k projevování vlastenectví. Místní ochotnické spolky byly v té době velice aktivní a divadlo nadále navštěvovaly profesionální divadelní soubory. Soubor Nové divadlo uvedl inscenaci Naši furianti. V roce 1940 představily Mladoboleslavské listy ve třech vydáních místní herce prostřednictvím fotografií a rozhovorů. V lednu téhož roku vstoupila v platnost vyhláška, podle které muselo divadlo minimálně měsíc před uvedením každé divadelní hry předložit ke schválení scénář a plakáty v českém i německém jazyce. V červnu vyšel seznam 200 inscenací, k jejichž uvedení bylo nutné schválení s pětitýdenním předstihem.
Sezóna 1941–1942 byla zadána kladenskému divadlu, které uvedlo rekordní počet operet i činoherních představení a uspořádalo odbornou besedu s místními ochotnickými spolky. V únoru 1942 hostovala v jeho hře Všechno nebo nic mladoboleslavská rodačka Adina Mandlová. Spolek Kolár v této době prožíval úpadek po kvantitativní i kvalitativní stránce svých inscenací. Na vzestupu bylo naopak Nové divadlo (v té době 70 členů). Mezi oběma spolky panovala rivalita, která vyvrcholila na přehlídce Jiráskův Hronov. Spolek Kolár v Hronově sehrál inscenaci Její Pastorkyňa, Nové divadlo hru Kolumbo, která byla porotou ohodnocena lépe. S toutéž hrou porazilo Nové divadlo Kolára i v okrskové soutěži v roce 1942. V tomto roce se na scéně mladoboleslavského divadla odehrálo 200 kulturních akcí, které zhlédlo 160 000 diváků.
Městská hudební škola otevřela roku 1942 své herecko-dramatické oddělení. Jeho žáci uvedli o rok později dramatizaci básnické sbírky Kytice (Karel Jaromír Erben a později další tři hry (Potopa světa, Písně Omara tuláka, Ohnivý buben). V této době se ale vzhledem k vývoji událostí na válečných frontách a sílící hrozbě odporu obyvatel protektorátu přistupuje k ochromování veřejného života. Sezóna 1943–1944 měla skončit hostováním kladenské činohry 18. srpna, ale o čtyři dny dříve bylo vyhlášeno totální válečné nasazení spojené se zákazem shromažďování obyvatelstva a činnosti ochotnických i profesionálních uměleckých souborů. Divadlo se až do konce války provozovalo pouze ilegálně. Kolár se věnoval přípravě budoucích herců, spolek Vinařický pořádá vzdělávací semináře a soubor Nového divadla organizoval páteční divadelní večery (oficiálně členské schůze). Na ilegálních schůzích Nového divadla se začalo mluvit o nutnosti zřízení profesionálního divadla na Mladoboleslavsku.

### Profesionální soubor

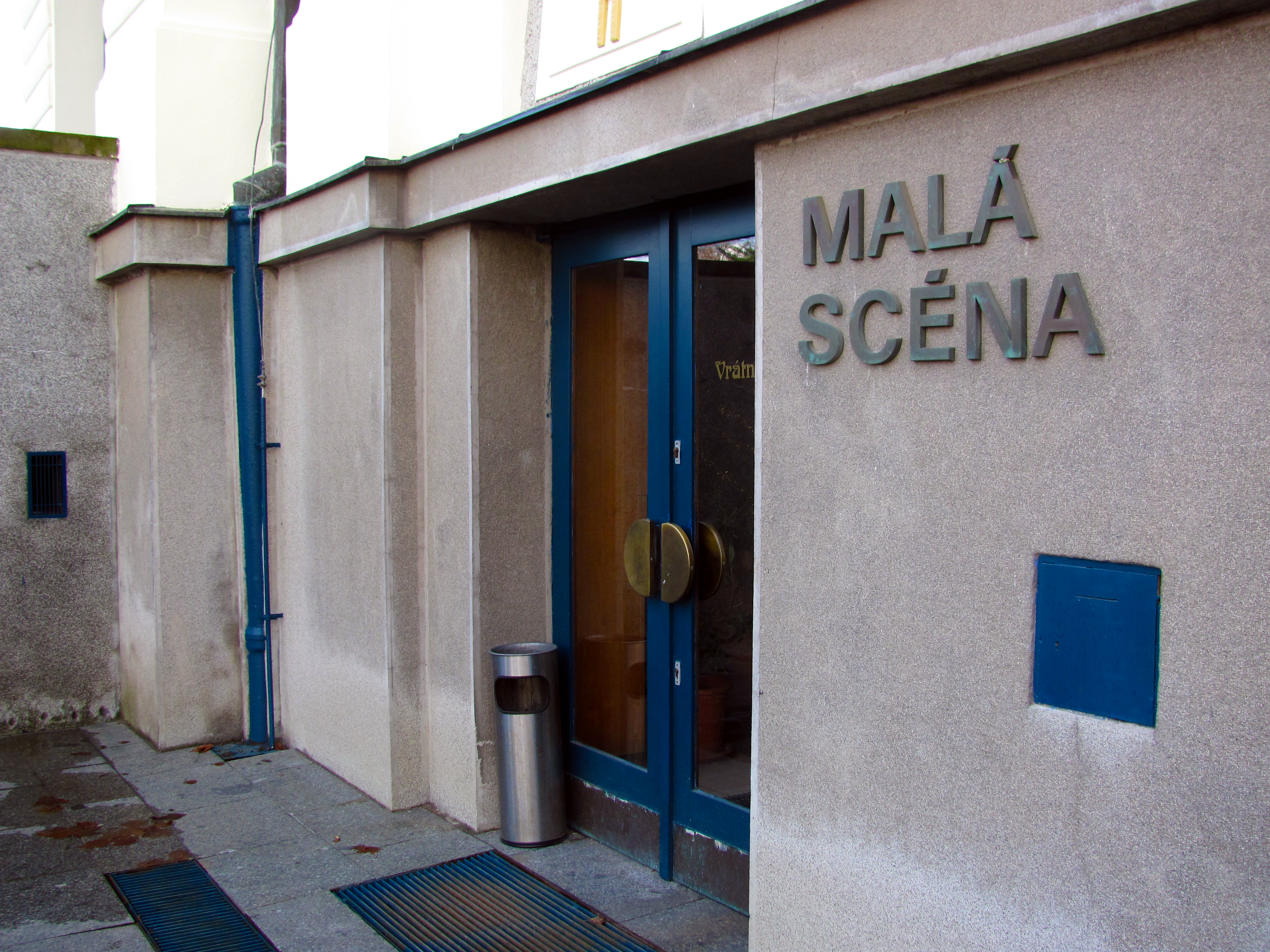
Vchod na Malou scénu divadla zřízenou během rekonstrukce v letech 1977–1985

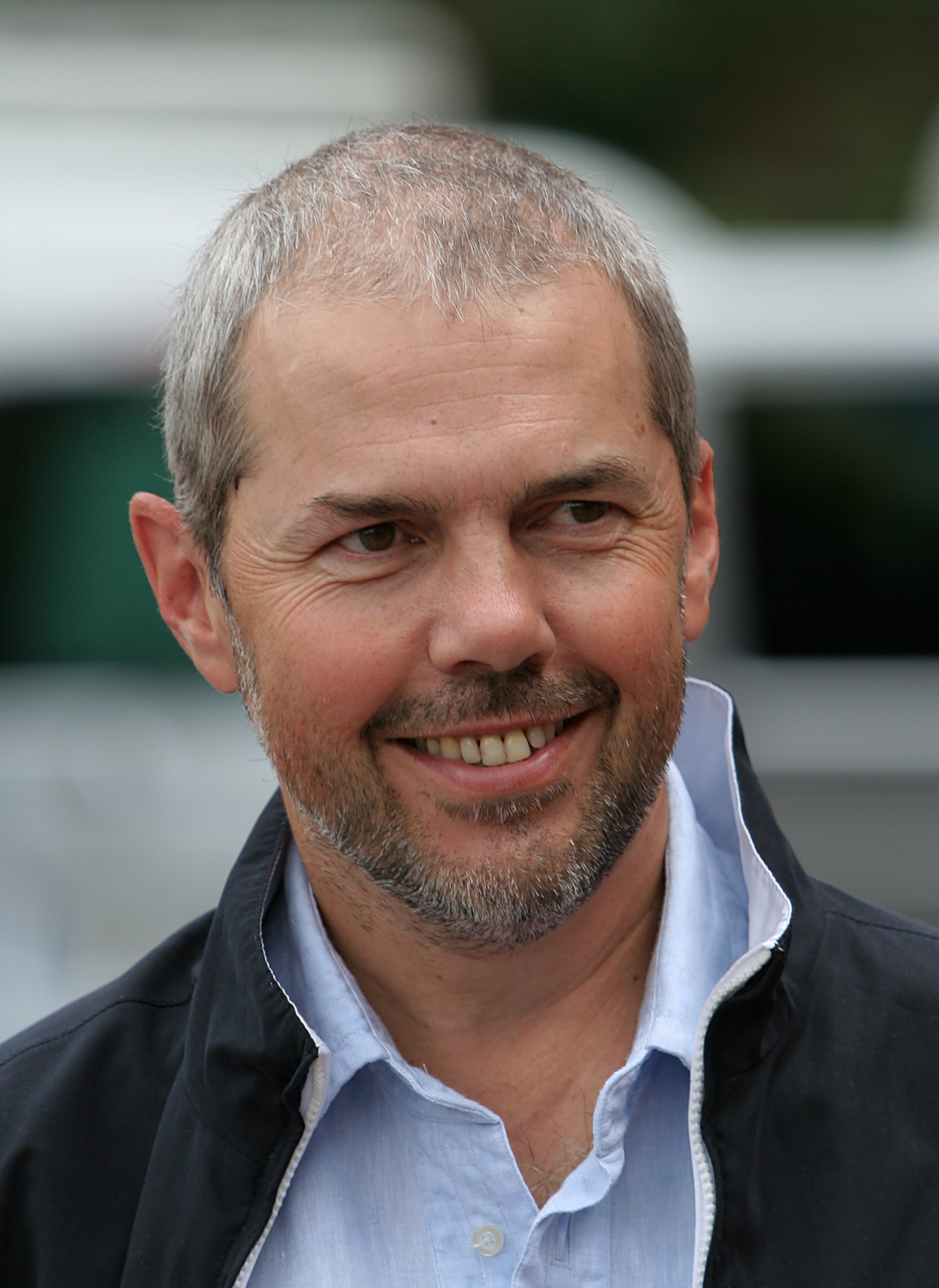
Mezi členy souboru DJP patřil i Marek Eben.

| Středočeské divadlo Mladá Boleslav (1945–1948)               |
| ------------------------------------------------------------ |
| Václav Zima (1945–1946)                                      |
| Antonín Dvořák (1946–1948)                                   |
| Městské oblastní divadlo Mladá Boleslav (1948–1964)          |
| Eva Marie Bergerová (1948–1950)                              |
| Stanislav Vyskočil (1950–1952)                               |
| Antonín Čelechovský (1952–1954)                              |
| Miloš Zbavitel (1954–1955)                                   |
| Zdeněk Jaromír Vyskočil (1955–1960)                          |
| Miloš Matiášek (1960–1964)                                   |
| Krajské divadlo Mladá Boleslav (1964–1966)                   |
| Miloš Matiášek (1964–1965)                                   |
| Antonín Dvořák (1965–1966)                                   |
| Divadlo Jaroslava Průchy Kladno – Mladá Boleslav (1966–1990) |
| Antonín Dvořák (1966–1970)                                   |
| Jiří Dohnal (1970–1974)                                      |
| Václav Charvát (1974–1980)                                   |
| Karel Linc (1980–1986)                                       |
| Vlastimil Čaněk (1986–1990)                                  |
| Středočeské divadlo Kladno a Mladá Boleslav (1990–1994)      |
| Jaroslav Toť (1990–1994)                                     |
| Městské divadlo Mladá Boleslav                               |
| František Skřípek (1994–2015)                                |
| Janeta Benešová (pověřena řízením od 1. září 2015)           |

Po skončení druhé světové války vzniklo v červenci 1945 Družstvo středočeského divadla tvořené zástupci národních výborů okolních měst (Mladá Boleslav, Mnichovo Hradiště, Mělník, Nymburk, Poděbrady, Kolín, Český Brod, Dolní Bousov). Každé z měst se zavázalo zaplatit členský příspěvek 50 000 Kčs a zdarma propůjčovat svá divadla s personálem nově vzniklému profesionálnímu hereckému souboru. Ten musel do členských měst povinně zajíždět na hostování. Prvním ředitelem Středočeského divadla Mladá Boleslav byl jmenován Václav Zima.
Soubor měl 35 členů a jeho první inscenace byla 8. září 1945 uvedena hra Alfréda Radoka Vesnice žen. Divadlo fungovalo podle tzv. zájezdové koncepce (každá inscenace byla po premiéře zahrána na všech zájezdových místech, následně vyřazena z repertoáru a začala příprava nové hry). Zájezdových míst bylo původně jen 9, postupem času se ale jejich počet zvýšil až na 57. Během první sezóny sehrálo mladoboleslavské divadlo celkem 426 představení 28 titulů. Repertoár divadla tvořila česká i světová klasika (A. Jirásek, J. K. Tyl, V. K. Klicpera, W. Shakespeare, Molière). Od začátku působení profesionálního souboru mělo divadlo problémy s nízkou návštěvností. Po první sezóně převzal funkci ředitele Antonín Dvořák, který se hlásil k avantgardnímu proudu českého divadla. Díky jeho činnosti budilo mladoboleslavské divadlo pozornost kritiků a teatrologů, zájem diváků ale opadal. Aby bylo možné tuto tvorbu financovat, muselo divadlo uvádět i tradiční hry, které měly návštěvnost vyšší. Mezi vedením divadla a veřejností propukaly spory o dramaturgii mladoboleslavské scény, které měly za následek odchod Dvořáka z vedení divadla.
Roku 1948 došlo k rozpuštění Družstva středočeského divadla a zřizovatelem mladoboleslavské scény se stal městský národní výbor. Po odchodu Antonína Dvořáka zastávala funkci ředitelky Ema Marie Bergerová, která za Dvořákova vedení působila v divadle jako režisérka. Zatímco pod vedením Dvořáka nehrálo divadlo ani jedinou sovětskou inscenaci, repertoár divadla za ředitelky Bergerové se vyznačoval velkým množstvím budovatelských her zejména sovětských autorů (např. Leonov, Kornijčuk, Vasilijev, Makarenko). Oproti soudobým repertoárům jiných českých divadel hrál mladoboleslavský soubor poměrně málo ruské klasiky (Gribojedov: Hoře z rozumu, Gogol: Revizor).
Emu Marii Bergerovou vystřídal roku 1950 ve vedení divadla Stanislav Vyskočil. Za jeho působení pokračovala dramaturgie divadla v zaběhnutých kolejích, klesl však počet uváděných sovětských her. Hrály se též některé klasické české inscenace (Tyl: Jiříkovo vidění, Jan Hus), ze světové tvorby pouze William Shakespeare, Molière a později George Bernard Shaw. Nejúspěšnější inscenací divadla byla Shakespearova veselohra Večer tříkrálový, která se s téměř 70 reprízami stala nejhranější hrou v historii mladoboleslavského divadla.
V roce 1955 se stal ředitelem divadla Zdeněk Jaromír Vyskočil, který prosadil zásadní změnu v koncepci provozu divadla. Rozhodl o zastavení zájezdové činnosti divadla a namísto toho zavedl svážení diváků z okolí autobusy. Díky tomu nebylo již třeba brát při přípravě inscenací ohled na menší jeviště a horší technickou úroveň okolních scén. Divadlo si tak mohlo dovolit technicky náročnější výpravné inscenace. Vyvstaly ovšem spory ředitele s uměleckým souborem, podle kterého divadlo produkovalo příliš mnoho premiér na úkor jejich kvality. Výsledkem těchto sporů byl odchod Vyskočila z funkce ředitele a jeho nahrazení Milošem Matiáškem. Za jeho vedení působilo v divadle mnoho režisérů (Vlasta Boková, Miroslav Janeček, Miloš Švarc, Jiří Císler, hostující režiséři) a repertoár tvořily zejména ověřené a divácky přitažlivé hry.

### Divadlo Jaroslava Průchy
V roce 1964 divadlo opět změnilo zřizovatele, kterým se stal krajský národní výbor. Do funkce ředitele se po sedmnácti letech vrátil Antonín Dvořák. Ten v té době současně řídil kladenské divadlo a jeho plánem bylo sloučení všech středočeských divadel, k němuž nikdy nedošlo. Bylo však rozhodnuto o sloučení mladoboleslavského a kladenského divadla do jednoho celku pod názvem Divadlo Jaroslava Průchy Kladno – Mladá Boleslav. Posledními vlastními inscenacemi v Mladé Boleslavi byly v roce 1966 hry Hadrián z Římsů (Klicpera) a Tlustý anděl z Rouenu (Hochwälder). Po dobu 28 let sídlilo ředitelství a administrativa divadla v Kladně, společný byl i soubor a program divadla bez jakýchkoli místních odlišností. Mladoboleslavské divadlo fungovalo pouze jako pobočná scéna, za sezónu se zde odehrávaly v průměru jen 2 až 3 premiéry. V roce 1968 začaly probíhat diskuze o možném navrácení samostatného profesionálního souboru do Mladé Boleslavi, pozornost od tohoto tématu však odvedla srpnová invaze vojsk Varšavské smlouvy do Československa. Snížení počtu představení profesionálního souboru v Mladé Boleslavi kompenzovaly zájezdy pražských divadel (týden Městských divadel pražských v září 1967), často zde vystupoval Miroslav Horníček a ochotnický soubor Kolár. Návštěvnost divadla byla poměrně vysoká, průměrně se každého představení zúčastnilo 370 diváků. Po odchodu Antonína Dvořáka do Československé televize v roce 1970 působili ve funkci ředitele divadla postupně Jiří Dohnal, Václav Charvát, Karel Linc a Vlastimil Čaněk.
V mladoboleslavském divadle proběhla v době útlumu počtu inscenací také série stavebních úprav. V rámci příprav na oslavy 60. výročí divadelní budovy došlo roku 1968 k opravě střešní krytiny, výměně podlah v hledišti a šatnách. Obnovena byla také štukatérská výzdoba a zlacení hlediště. Kvůli těmto opravám se o měsíc zdržel začátek divadelní sezóny, která začala až 4. října představením Naši furianti. Mnohem rozsáhlejší generální rekonstrukce celé budovy proběhla v letech 1977–1985, kdy byl upraven půdorys místností, došlo k výměně veškerého vybavení, opravě fasád, a modernizaci jevištní techniky (zejména osvětlení). Upravena byla i kapacita hlediště na dnešních 395 míst. Divadlo bylo po dobu rekonstrukce uzavřeno, představení probíhala v loutkovém sále mladoboleslavského domu kultury, výjimečně se hrálo i na jeho velkém sále. Podmínky pro hraní divadla tam však nebyly příznivé, inscenací bylo proto v porovnání s předchozími sezónami málo a představení měla slabou návštěvnost. V průběhu rekonstrukce byla v suterénu divadla vytvořena nová Malá scéna s divadelním klubem.
| „            | Na divadlo v Mladé Boleslavi jsem měl dlouho smůlu. Když jsem nastoupil do Kladna, bylo mladoboleslavské divadlo zrovna v rekonstrukci a tak jsem jen mlsně chodil okolo. Ale hráli jsme místo toho v kulturním domě v malém sálku, který sice nebyl zrovna ideální, ale bylo tam něco, co už jsem v žádném jiném divadle nenašel. Byli tam cvrčci. Takže ať se hrálo drama nebo komedie, historická hra nebo současnost, bylo to s cvrkáním. Byl jsem docela zvědavý, jestli se ten kulturní cvrček po rekonstrukci přestěhuje do divadla, ale asi ho naše výkony tak nenadchly a dal přednost teplu mezi trubkami kulturního domu… | “ |
| — Marek Eben | |   |

21. listopadu 1989 se v mladoboleslavském divadle konal slavnostní večer při příležitosti 80. výročí budovy divadla, během kterého herci nečekaně přednesli prohlášení odsuzující zásah proti studentským demonstracím 17. listopadu. V průběhu sametové revoluce pořádal soubor improvizovaná shromáždění před budovou divadla a na Leninově náměstí (dnešní náměstí Republiky). Po zrušení krajů v roce 1990 provozovala divadlo společně města Kladno a Mladá Boleslav spolu s příslušnými okresy pod názvem Středočeské divadlo Kladno a Mladá Boleslav. Ředitelem divadla se stal Jaroslav Toť. Tato společná správa však byla náročná na financování a Mladá Boleslav usilovala o osamostatnění svého divadla. K publikaci tohoto záměru poprvé oficiálně došlo 28. září 1993, jako datum zániku Středočeského divadla byl stanoven červen 1994. Na přelomu let 1993 a 1994 proběhlo výběrové řízení na pozici ředitele městského divadla, v němž zvítězil Mgr. František Skřípek. Uměleckým šéfem se stal jeho spolupracovník Josef Kettner. Poslední představení původního divadla se v Mladé Boleslavi odehrálo 16. června 1994 (Kishonův Oddací list).

## Současnost

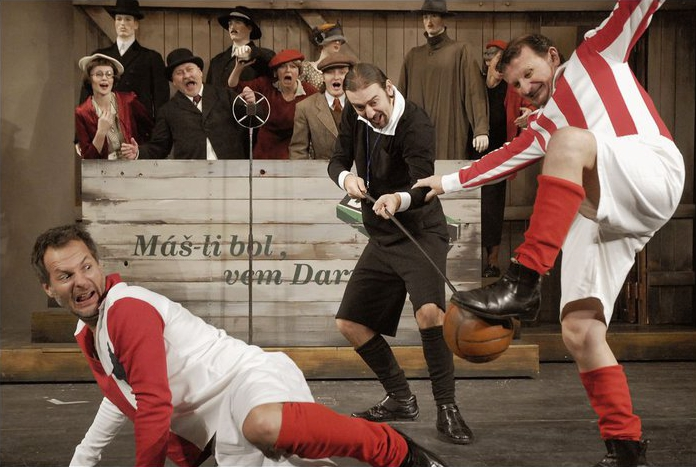
Martin Zbrožek, Petr Halíček a Miroslav Babuský v inscenaci Muži v offsidu

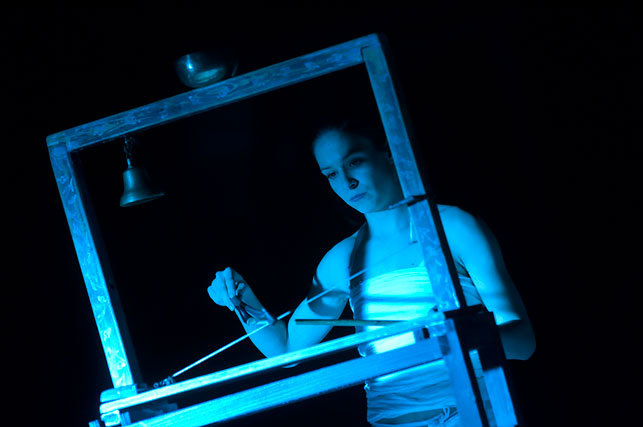
Veronika Kubařová v inscenaci Faust a Markétka

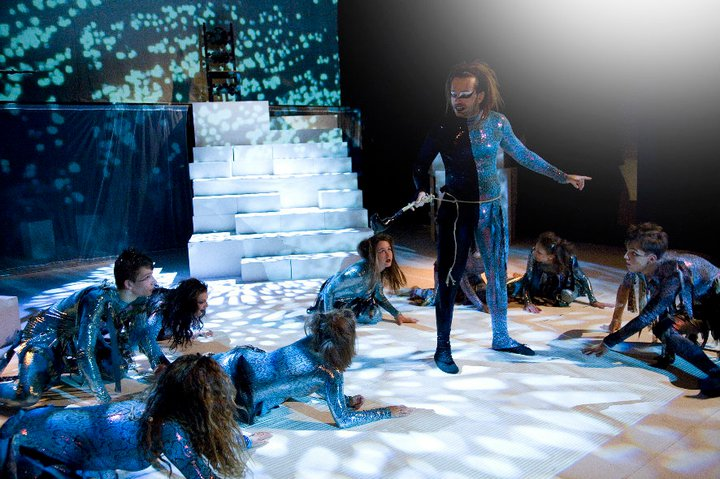
Petr Mikeska v inscenaci Sen svatojánské noci

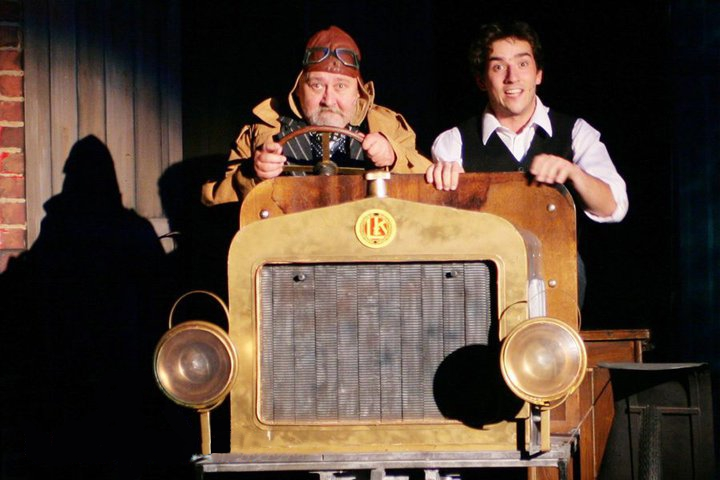
Ota Jirák a Matouš Ruml v inscenaci Dědeček automobil

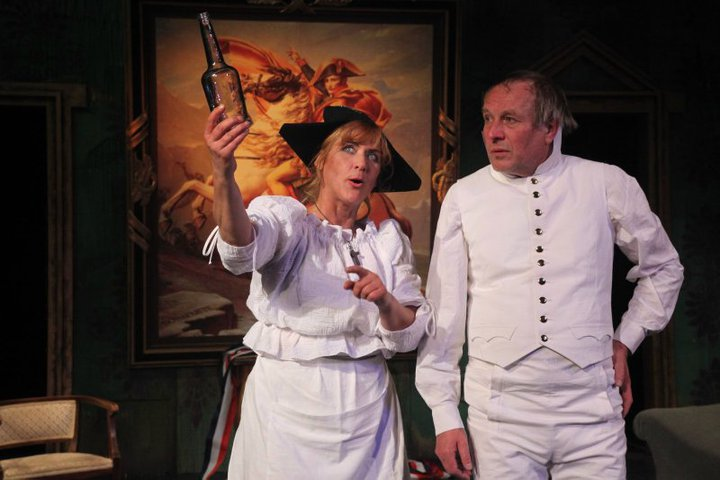
Ivana Nováčková a Petr Bucháček v inscenaci Generálka Jeho Veličenstva

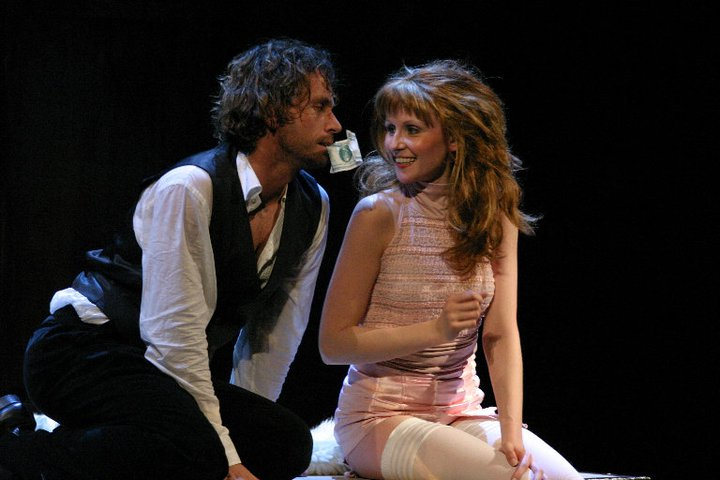
Petr Mikeska a Petra Nakládalová v inscenaci Miláček (Bel-Ami)

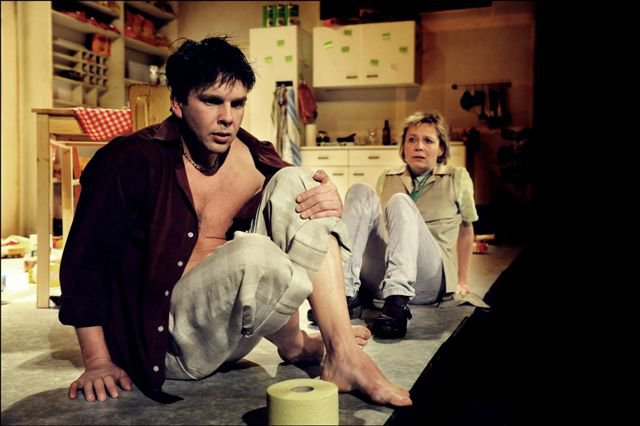
Ivo Theimer a Karolina Frydecká v inscenaci Zlomatka

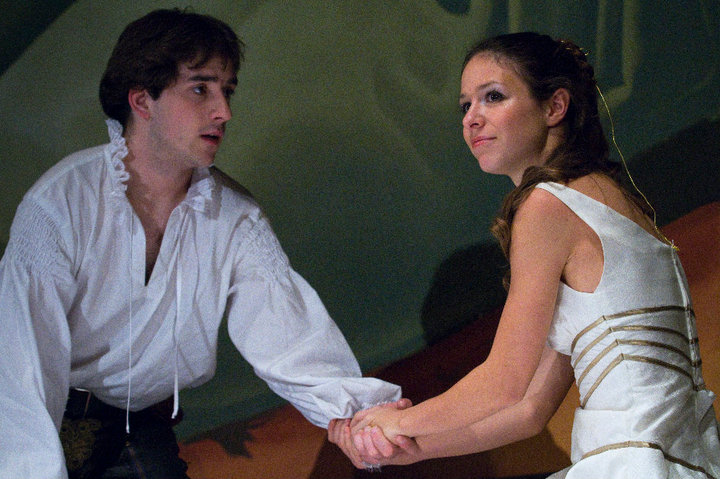
Matouš Ruml a Veronika Kubařová v inscenaci Romeo a Julie

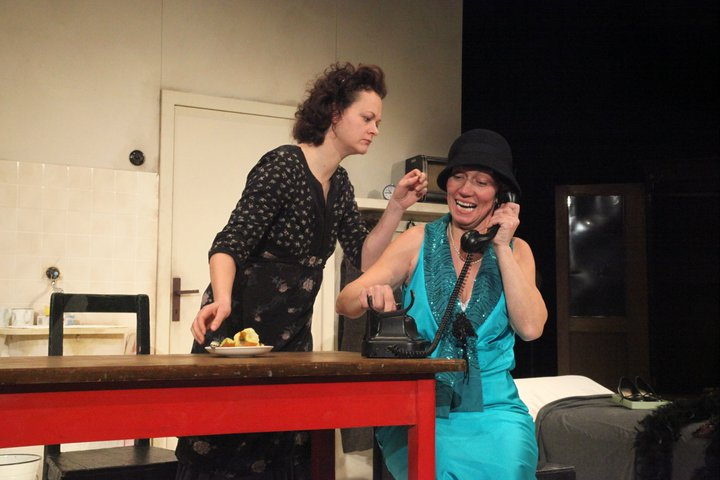
Lucie Matoušková a Eva Reiterová v inscenaci Kočičí hra

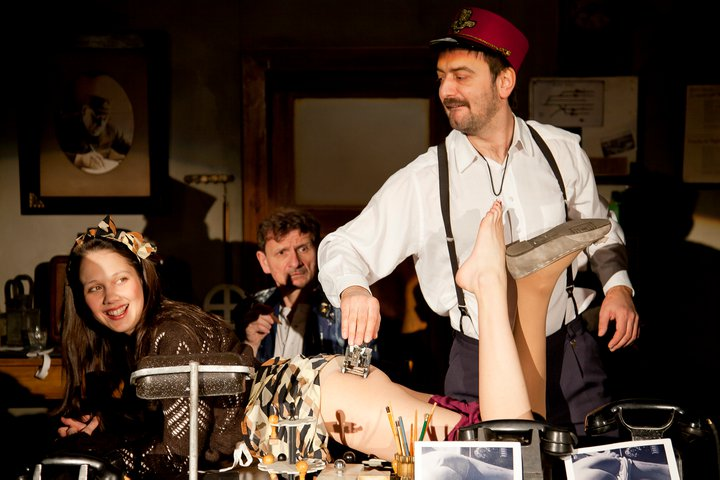
Tereza Rumlová, Miroslav Babuský a Petr Halíček v inscenaci Ostře sledované vlaky

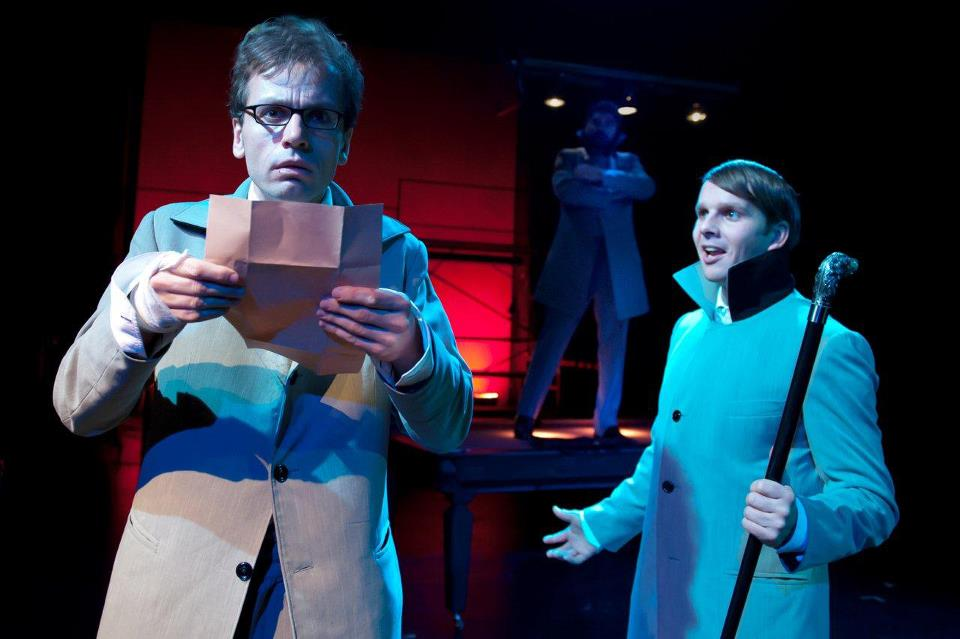
Petr Mikeska a Ivo Theimer v inscenaci Dr. Jekyll & Mr. Hyde

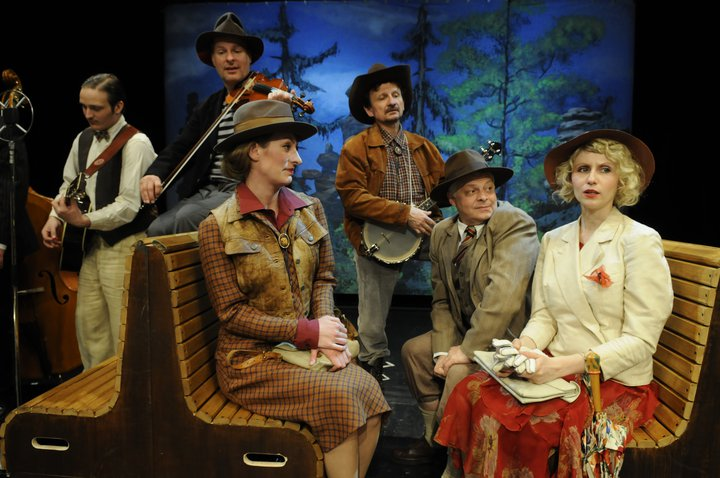
Vojtěch Havelka, Martin Zbrožek, Anna Polívková, Miroslav Babuský, Bohumil Klepl a Petra Nakládalová v inscenaci Zločin v Posázavském Pacifiku (inscenace vznikla v koprodukci MDMB s Divadlem Kalich)

Městské divadlo Mladá Boleslav mělo v roce 2009 24 předplatitelských skupin s cca 5 000 stálými diváky. Návštěvnost představení k tomuto datu dosahovala 93 procent. Na obou scénách divadla se odehrálo celkem 265 představení, 175 z nich zde sehrál domácí umělecký soubor. Zbylých 90 představení zajistily hostující soubory, které pravidelně jezdí do Mladé Boleslavi z Kladna, Prahy, Liberce, Pardubic, Mostu a dalších měst. Představení v Mladé Boleslavi zhlédlo celkem 74 000 diváků, dalších 24 000 návštěvníků měla zájezdová představení mladoboleslavského souboru. Tři inscenace městského divadla byly natočeny a odvysílány Českou televizí v rámci cyklu Zveme vás do divadla na ČT2 (Miláček – 2009, Muži v offsidu – 2010, Scapinova šibalství – 2012). V létě 2010 prošla historická budova rozsáhlou rekonstrukcí, jejíž další etapy jsou plánovány na následující roky. Na konci roku 2011 odešel do penze umělecký šéf divadla Josef Kettner, kterého ve funkci nahradil režisér Pavel Khek. Součástí vedení divadla se stal i Petr Mikeska, který přijal pozici dramaturga.. V roce 2015 odešel do důchodu po dvacetiletém působení ředitel Mgr. František Skřípek. 

### Nová scéna
Součástí rekonstrukce městského divadla financované z evropských fondů měla být výstavba nové budovy pro alternativní divadelní scénu. Nová scéna měla být vybudována za stávající historickou budovou směrem do parku Výstaviště a nahradit současnou nájezdovou rampu s garáží. Budova by měla nahradit současné nevyhovující prostory v suterénu divadla, ze kterých by se přesunula Malá scéna a přilehlý divadelní klub. Stávající místnosti v suterénu historické budovy divadla měly sloužit jako skladovací prostory, kterými byly až do vytvoření Malé scény během generální opravy divadla v letech 1977–1985 (od té doby v divadle skladovací prostory nejsou, dekorace jsou rozmístěny na různých místech ve městě). Návrh nové alternativní scény vypracoval architekt Tomáš Šantavý. Budova Nové scény měla být propojena s podzemním parkovacím domem, který měl vzniknout pod parkem Výstaviště. Sál nové budovy měl umožňovat variabilní uspořádání scény a hlediště, případně i pořádání konferencí, plesů a dalších společenských akcí. Jeho stěny měly být tvořené z otočných panelů, podlahu by tvořilo 40 elektricky poháněných plošin s možností elevace. Kapacita sálu měla být 160 návštěvníků, případně až 240 při využití technických ochozů. Současná Malá scéna byla v roce 2011 uzavřena kvůli nefunkční vzduchotechnice.
Primátor Mladé Boleslavi Raduan Nwelati slavnostně předal řediteli divadla šek na zřízení nové scény, výstavba získala i stavební povolení. Městská rada ale 18. srpna 2011 na svém jednání rozhodla o odložení výstavby nové budovy a schválila prodloužení rekonstrukce divadla o další etapu, v rámci níž má v létě 2012 dojít ke zbourání nájezdové rampy za divadlem, výstavbě výtahu pro navážení kulis a dílčích stavebních úpravách na stávající Malé scéně v souhrnné výši cca 18 milionů korun. Budova divadla se podle schváleného návrhu rozšíří o tři metry, dojde k opravě vzduchotechniky a rozšíření prostoru pro herce v zákulisí. Měl by být též vyřešen problém s vlhnoucí zdí a plánuje se vylepšení variability jeviště. Proti tomuto rozhodnutí protestovali opoziční zastupitelé, jejich návrh na investici 65 milionů do výstavby nové budovy ale na mimořádné schůzi zastupitelstva neprošel. Podporu původnímu záměru výstavby nové scény vyjádřili sponzoři divadla, někteří umělci i část mladoboleslavské veřejnosti prostřednictvím petice za dostavbu městského divadla, ke které se svým podpisem připojilo 2700 lidí. Petiční archy byly 23. listopadu 2011 předány primátorovi Raduanu Nwelatimu. Náměstek primátora Mladé Boleslavi Daniel Marek v reakci na petici již v průběhu listopadu upozornil, že město výstavbu nové scény nezrušilo, ale pouze odložilo. K realizaci tohoto záměru podle něj jistě dojde, nebude to ale letos ani příští rok. Kromě opozičních zastupitelů za ČSSD a KSČM se proti postoji vedení města ještě před definitivním odložením přístavby obrátil i bývalý senátor za ODS Jaroslav Mitlener.

### Odvolání ředitele
V pátek 30. září 2011 odvolala městská rada ředitele divadla Františka Skřípka, který tuto funkci vykonával od roku 1994. Primátor Raduan Nwelati prohlásil, že tento krok nijak nesouvisí s děním okolo odložené přístavby nové scény, důvodem podle něj není ani žádné ředitelovo pochybení či nespokojenost vedení města s jeho prací. Na funkci ředitele divadla bylo 3. října vyhlášeno výběrové řízení, v rámci kterého měli uchazeči předložit svou koncepci divadla. Právě možnost jejich porovnání byla podle Nwelatiho pravým důvodem pro odvolání stávajícího ředitele, kterému bylo doporučeno, aby se do výběrového řízení přihlásil. František Skřípek byl pověřen vedením divadla do jmenování nového ředitele. Pro výběr nového ředitele divadla byla jmenována devítičlenná komise, jejíž složení bylo oznámeno 4. října 2011. Předsedou komise byl stanoven Ondřej Černý, ředitel Národního divadla. Zástupcem předsedy byl jmenován ředitel plzeňského Divadla J. K. Tyla Jan Burian. Dalšími členy komise byli Jindřich Gregorini (ředitel Divadla na Vinohradech), Martin Otava (ředitel Divadla F. X. Šaldy v Liberci), vedoucí katedry divadelní vědy Univerzity Karlovy Petr Christov a herec MDMB Ota Jirák. Za vedení města byli členy komise primátor Raduan Nwelati, jeho náměstek Daniel Marek a Václav Kalát (vedoucí odboru školství, kultury a tělovýchovy mladoboleslavského magistrátu). Do výběrového řízení se přihlásilo šest uchazečů (odvolaný ředitel František Skřípek, režisér MDMB Pavel Khek, herec a režisér MDMB Petr Mikeska, architektka Soňa Zálešáková, bývalý ředitel mosteckého divadla Václav Hofman a herec Jan Miller). O výsledku výběrového řízení jednala komise v pondělí 14. listopadu 2011 a doporučila městské radě dva kandidáty (Františka Skřípka a Václava Hofmana). Ta na svém zasedání 23. listopadu 2011 jednohlasně rozhodla o vítězství odvolaného Františka Skřípka, kterého znovu jmenovala ředitelem divadla.
František Skřípek ve funkci ředitele divadla skončil v srpnu 2015, na vlastní žádost odešel do penze. Řízením divadla byla od 1. září 2015 pověřena Janeta Benešová, někdejší ředitelka Městského divadla Děčín. „Šlo především o zachování kontinuity v chodu divadla, které je ve velmi dobré kondici, a nemáme zájem zde provádět žádné razantní změny,“ zdůvodnil její pověření náměstek primátora Daniel Marek. Na jaro 2016 vedení města plánuje výběrové řízení na nového ředitele, kterého se Benešová plánuje zúčastnit. Nový ředitel má divadlo převzít od 1. srpna 2016. Ředitelkou se stala Mgr. Janeta Benešová, od srpna 2016 uměleckým šéfem MgA. Petr Mikeska, dramaturgyní Bc. Lenka Smrčková.  

## Repertoár
První inscenací samostatného Městského divadla Mladá Boleslav bylo pohádkové drama Radúz a Mahulena Julia Zeyera (premiéra 23. září 1994, režie Michal Dočekal, píseň Matky Země nazpívala Marta Kubišová). V prvních letech činnosti repertoár tvořily přejaté inscenace pražských divadel (Herb Gardner: Sbohem, lidi, 1994, převzato z Divadla K) a hry řízené hostujícími režiséry (Henrik Ibsen: Paní z moře, 1995, režie Ivo Krobot; Neil Simon: Drobečky z perníku, 1995, režie Ladislav Vymětal), zejména Jaromír Pleskot (Jean Anouilh: Antigona, 1995; J. B. Priestley: Nebezpečná křižovatka, 1996; William Shakespeare: Hamlet, 1997). Hrály se osvědčené a komediální hry pro nalákání diváků (např. Hermann Bahr: Koncert, 1994), ale také náročnější hry světové klasiky (Beaumarchais: Figarova svatba, 1997) a moderní inscenace Arthur Miller: Pohled z mostu, 1998). Významnou osobností počátků mladoboleslavského divadla byl Miroslav Horníček, který v roce 1995 režíroval komedii Guilherma Figueireda V tomhle domě spal bůh, k níž sám dopsal závěrečný monolog hlavní postavy. V další sezóně (1995–1996) zde Horníček režíroval vlastní komedii Dva muži v šachu, kde sám ztvárnil postavu poutníka. Neobvyklým krokem bylo uvedení komedie Hanswurst v dochtorském divadle (Maurus Lindemayr, režie Ivo Krobot, 1997), kterou pozitivně hodnotila divadelní kritika. Další netradiční inscenací byla Komedie o Jeppem z vršku (Hrbek–Janků, režie Daniel Hrbek, 1998). Úsilí mladých herců o nekonvenční tvorbu se však střetlo s preferencemi mladoboleslavských diváků a vedení divadla, což zapříčinilo odchod několika herců. Při příležitosti devadesátého výročí budovy divadla uvedl soubor roku 1999 Jiráskovu Lucernu, kterou bylo divadlo o 90 let dříve slavnostně otevřeno. Jako hosté v této inscenaci vystoupili Radovan Lukavský a Libuše Havelková.
Ve 21. století začalo divadlo produkovat i muzikály. V režii Radka Balaše byla v muzikálovém provedení uvedena Josefína Vladislava Vančury (premiéra 11. června 2004, v hlavní roli Lucie Matoušková). Tentýž režisér nastudoval v roce 2006 muzikál Hello, Dolly! (Jerry Herman a Michael Stewart, v hlavní roli Eva Reiterová). Nejvíce oceňovanou inscenací divadla jsou Muži v offsidu (Karel Poláček, Martin Vačkář, Ondřej Havelka; režie Ondřej Havelka, premiéra 14. prosince 2007). na Grand festivalu smíchu v Pardubicích byla vyhlášena absolutním vítězem a komedií roku 2008, získala cenu studentské poroty a cenu za nejlepší ženský herecký výkon (Petra Nakládalová za roli Emilky Šefelínové). Muži v offsidu byli také vyhlášeni divácky nejúspěšnějším představením festivalu Setkání–Stretnutie 2008 ve Zlíně. Od roku 2009 mladoboleslavští diváci pravidelně hlasují o nejoblíbenější inscenaci předchozího roku v anketě Zážitek roku vyhlašované divadlem a Boleslavským deníkem. Za rok 2008 byl nejúspěšnější inscenací vyhlášen Miláček (Guy de Maupassant, režie Pavel Khek, premiéra 11. dubna 2008) s Petrem Mikeskou v hlavní roli. Za rok 2009 zvítězil muzikál Dědeček automobil nastudovaný na oslavu stého výročí výroby automobilů v Mladé Boleslavi a budovy městského divadla (Adolf Branald – Radek Balaš, režie Radek Balaš, premiéra 21. listopadu 2009). Zážitkem roku 2010 bylo zvoleno kontroverzní drama Zlomatka (Mario Gelardi, režie Petr Mikeska, premiéra 29. ledna 2010) s Karolinou Frydeckou v hlavní roli. Za rok 2011 získala cenu hudební komedie Zločin v Posázavském pacifiku.

## Soubor
Po osamostatnění mladoboleslavského divadla zůstal původní umělecký soubor kladenskému divadlu. Do Mladé Boleslavi přešly herečky Dana Černá a Karolina Frydecká. Členkou souboru se stala také mladoboleslavská rodačka Eva Reiterová, Luděk Jiřík, Renata Nechutová a Jiří Šašek. V divadle hostovala řada herců a režisérů z Prahy (Antonie Hegerlíková, Carmen Mayerová, Petra Špalková, Veronika Žilková, Radoslav Brzobohatý, Radovan Lukavský, Jiří Štěpnička, Oldřich Vízner a další). Pohádku Byl jednou jeden drak v režii Josefa Kettnera dokonce nacvičili v roce 1994 i ochotníci ze souboru Kolár společně s technickými a administrativními zaměstnanci divadla. V průběhu devadesátých let se členy uměleckého souboru stali Petr Křiváček, Ondřej Sokol, Petr Kubes, Kateřina Lojdová, Zdeněk Košata, Andrea Elsnerová, Barbora Kodetová, Miroslav Babuský, Viktor Limr a Radek Valenta. V divadle vznikal mladý kolektiv, který se snažil o nekonvenční tvorbu, kvůli konzervativnějšímu vkusu diváků a vedení divadla soubor v roce 1999 opustili herci Sokol, Limr, Elsnerová a Křiváček. V témže roce získali v Mladé Boleslavi stálé angažmá např. Lucie Matoušková a Roman Teprt. Od roku 2000 se soubor rozšířil například o Otu Jiráka (od 2003, v roce 2011 uváděn jako hostující umělec), Petra Mikesku (2001, od roku 2007 i režie), Veroniku Kubařovou (2008–2011) nebo Matouše Rumla (od 2008).
Do souboru Městského divadla Mladá Boleslav často přicházejí mladí herci, kteří časem přechází do angažmá pražských divadel. Andrea Elsnerová a Miroslav Šimůnek přešli z Mladé Boleslavi do Divadla na Vinohradech, Kateřina Lojdová do Divadla ABC. Ondřej Sokol a Dana Černá se stali členy Činoherního klubu, Karel Vlček získal angažmá v Divadle pod Palmovkou, Radek Valenta v Divadle Na Prádle. Veronika Kubařová je od roku 2011 ve stálém angažmá Městských divadel pražských, hostuje také v divadle Semafor. Na podzim 2013 odešel po šesti letech ze stálého angažmá v mladoboleslavském divadle Matouš Ruml.
Herci mladoboleslavského divadla získali dvě ceny Thálie. Ocenění pro mladého herce do 33 let převzal za rok 2012 Matouš Ruml, který je kromě rolí v MDMB známý jako představitel jedné z hlavních postav seriálu Comeback. O rok později zvítězil Petr Mikeska v kategorii mužský výkon v činohře, a to za roli básníka Paula Verlaina v inscenaci Úplné zatmění.

### Členové uměleckého souboru k roku 2017
V sezóně 2017/2018 je součástí uměleckého souboru Městského divadla Mladá Boleslav 11 herců a 8 hereček.
- Miroslav Babuský
- Petr Bucháček
- Karolina Frydecká
- Martin Hrubý
- Luděk Jiřík
- Lucie Matoušková
- Petr Mikeska
- Svatava Milková
- Ivana Nováčková
- Petr Prokeš
- Eva Reiterová
- Roman Teprt
- Ivo Theimer
- Radim Madeja
- Alena Bazalová
- Hana Marie Maroušková
- Milan Ligač
- Malvína Pachlová